# Signa
quelle genti ch'io dico, e al Galluzzo

e a Trespiano aver vostro confine,
che averle dentro e sostener lo puzzo

del villan d'Aguglion, di quel da Signa,

che già per barattare ha l'occhio aguzzo!»
(Dante Alighieri, Divina Commedia, Paradiso, canto 16 - vv. 52-57)

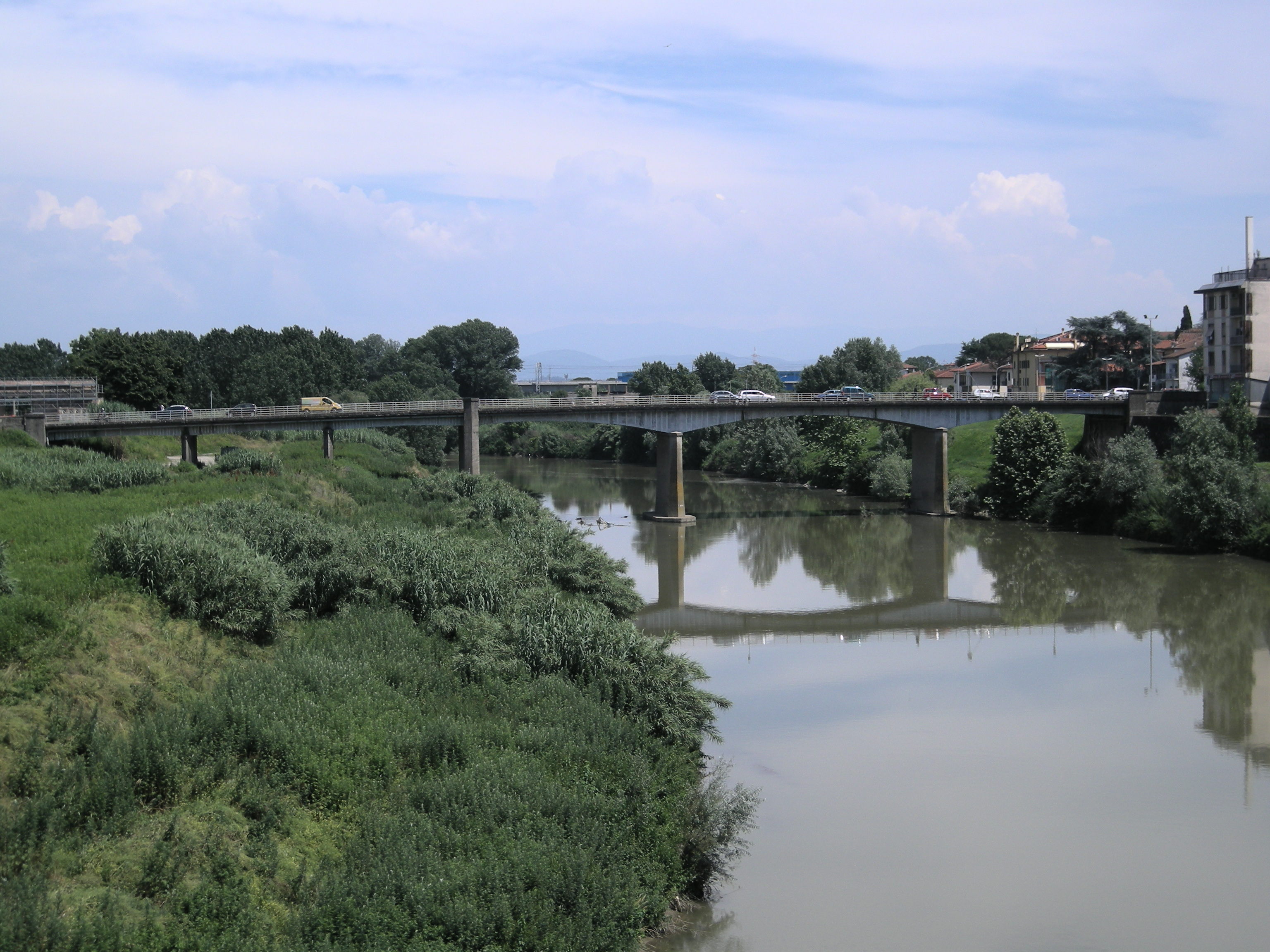
Il ponte sul fiume Arno, che collega il Comune di Signa al Comune di Lastra a Signa.

Signa (pronuncia: /ˈsiɲɲa/) è un comune italiano di 19 656 abitanti della città metropolitana di Firenze, in Toscana. 
La città di Signa è ubicata alla confluenza dei fiumi Bisenzio e Ombrone nell'Arno.
La superficie territoriale del comune è di 18,87 km² di cui 2,70 km² sono occupati dal Parco dei Renai, ciò lo rende il 4º comune più densamente abitato della città metropolitana e il 10º della regione.
Il comune ha avuto una grande fama nazionale e internazionale per la produzione dei Cappelli di paglia che gli ha fatto guadagnare il soprannome di "città della paglia". Una delle principali chiese del paese è quella di San Giovanni Battista in cui sono custodite le spoglie della Beata Giovanna.

## Geografia fisica

### Territorio
Signa è situata a Ovest di Firenze e a Sudest della Piana di Firenze-Prato-Pistoia. Ha come comuni limitrofi Lastra a Signa, Campi Bisenzio, Scandicci (nella città metropolitana di Firenze) e Carmignano, Poggio a Caiano (in Provincia di Prato).

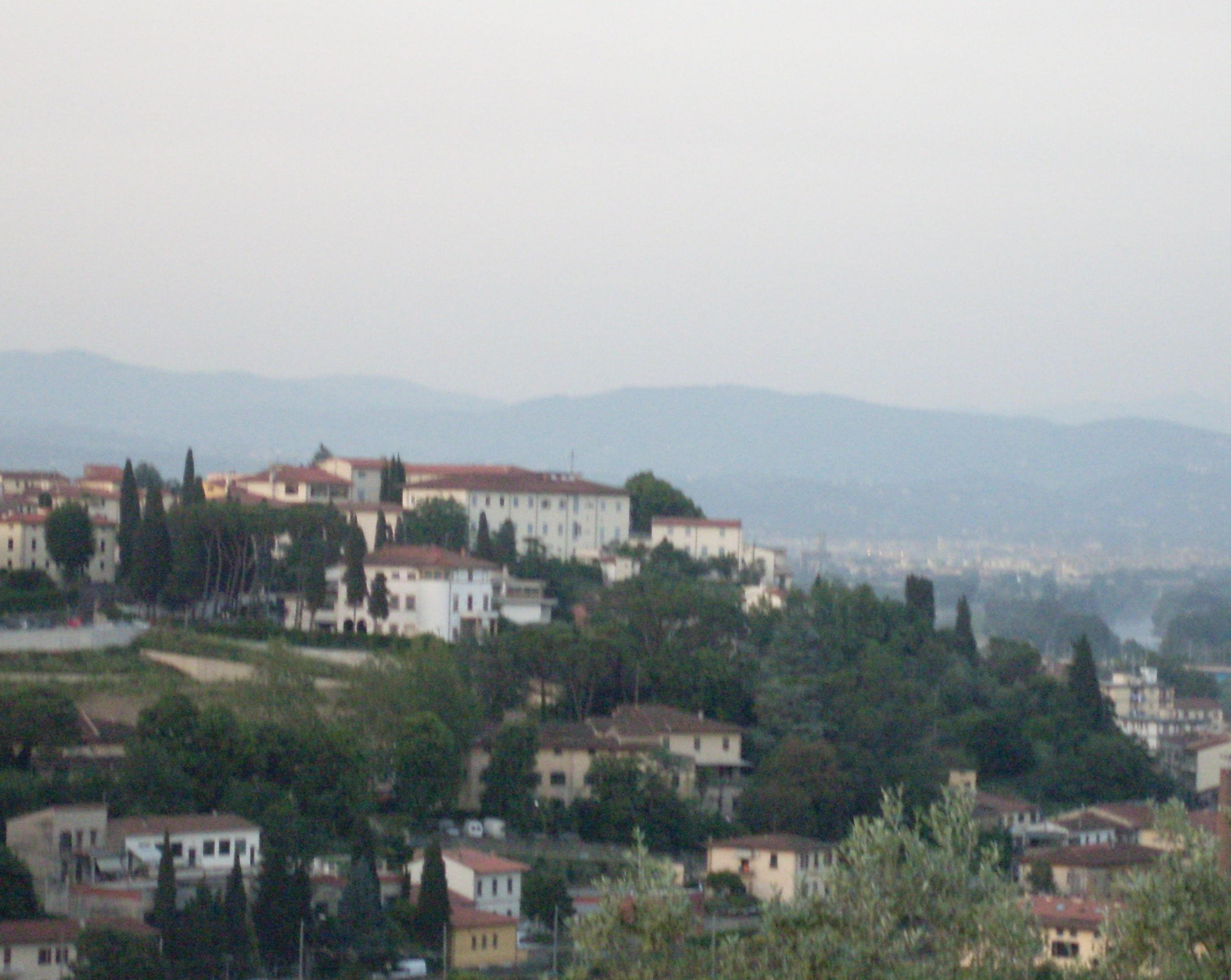
Il Castello da Villa Caruso di Bellosguardo

Il territorio del Comune di Signa si estende per 19 km² ed è stato descritto secondo il bilancio ambientale del dicembre 2006
(Bilancio Ambientale del dicembre 2006.)
Dal punto di vista geologico, il territorio di Signa è situato in parte nella piana alluvionale dei fiumi Arno e Bisenzio, del torrente Ombrone, e tutti i loro affluenti; in parte sulle colline a ovest della piana stessa.
Le formazioni affioranti, così come osservabili dal Foglio nº 106 della Carta Geologica d'Italia, per quanto riguarda la piana sono ascrivibili al Quaternario recente e costituite da depositi fluviali di ciottoli ed argille sabbiose talora terrazzate, mentre per le aree collinari della base del versante settentrionale della dorsale Monte Albano - Colline dell'Improneta sono riferibili a diverse formazioni.
La cittadina di Signa ricade per la maggior parte sul "complesso indifferenziato" («Argille Scagliose» p.p.), formazione costituita prevalentemente da argilloscisti talora variegati e calcari marnosi verdi o grigi, subordinatamente da arenarie fini quarzoso - calcaree, calcari silicei, calcareniti, brecciole e diaspri risalenti all'Eocene Cretaceo superiore.
Le altre formazioni che si incontrano spostandosi verso ovest sono:
Depositi fluvio - lacustri, costituiti da sabbie e letti di ghiaia del Quaternario antico (Villafranchiano - Calabriano). In questi sedimenti, nel bacino di Firenze, sono stati trovati resti di fossili quali Elephas meridionalis e Mastodon arvernensis.
Complesso caotico («Argille Scagliose» p.p.), masse interamente scompaginate costituite da blocchi o pacchi di strati avvolti da matrice argillosa. Il nome di questa formazione indica un assetto privo di ordine sedimentario, e precisamente un accostamento disordinato di blocchi litoidi anche appartenenti a formazioni diverse, legati da una matrice argilloscistosa.
Macigno, costituito da arenarie torbiditiche quarzoso - feldspatiche alternanti con scisti siltosi. Risale all'Oligocene.
- Classificazione sismica: zona 2 (sismicità medio-alta)[11]

### Idrografia

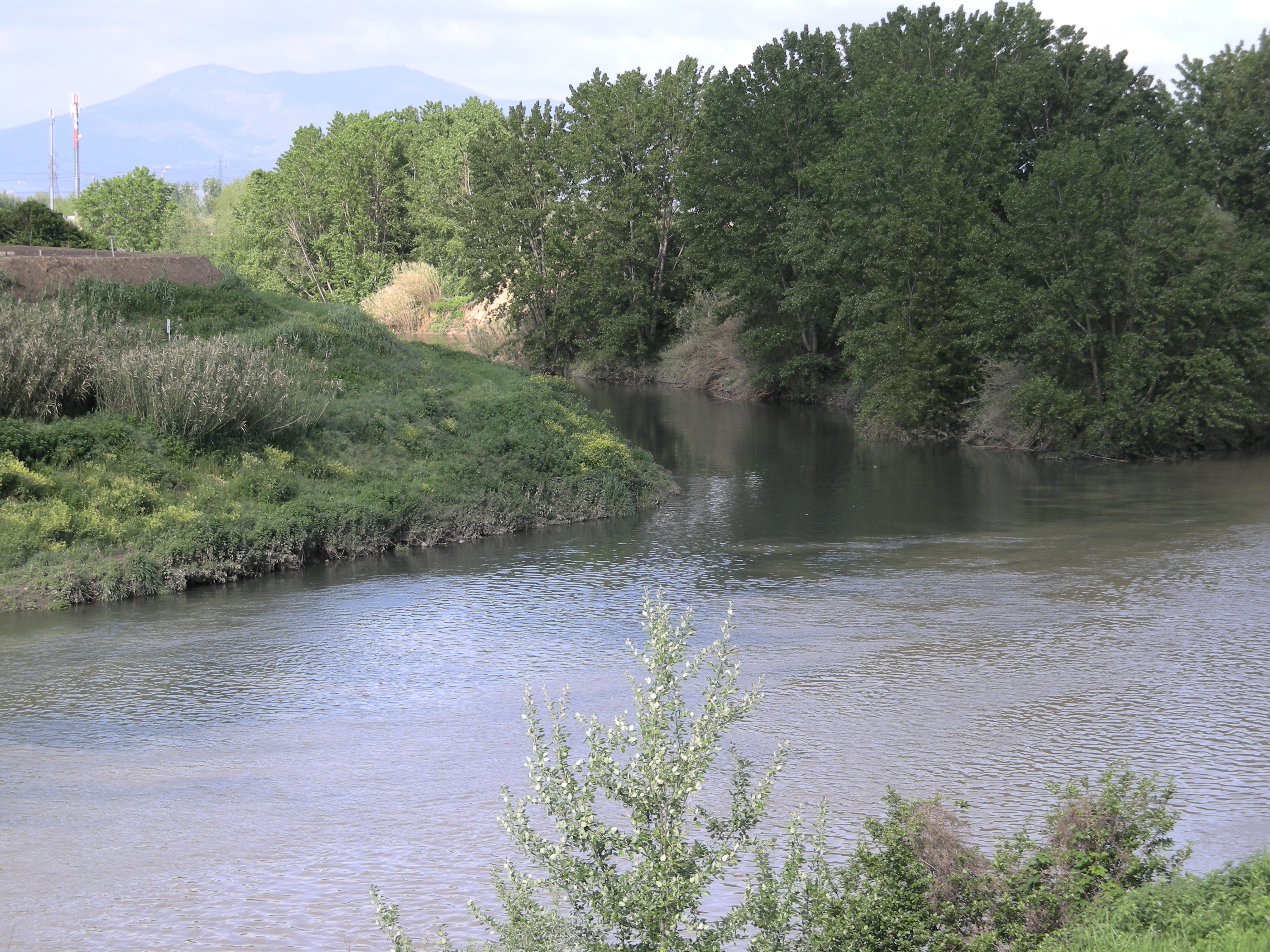
La confluenza del Bisenzio nell'Arno

La parte idrografica del territorio signese è contraddistinta principalmente da due fiumi: Arno e Bisenzio.
- Fiume Arno: percorre il comune per 4 km (su una lunghezza totale di 245 km) nella parte a sud e a sud–ovest, dividendo Signa dal comune limitrofo di Lastra a Signa. Ha raggiunto negli ultimi anni nella zona di Firenze e di Signa, secondo i rilevamenti effettuati al Ponte alla Vittoria, una portata minima il 16/01/1997 mentre una massima il 19/12/2006.
- Fiume Bisenzio: situato a est di Signa, la percorre per 5 km (lunghezza totale di 47 km) confluendo direttamente nel fiume Arno. Secondo i rilevamenti effettuati nella zona del Parco dei Renai, il fiume ha raggiunto a Signa la sua massima portata il 26/09/2001 mentre quella minima il 12/12/2006.

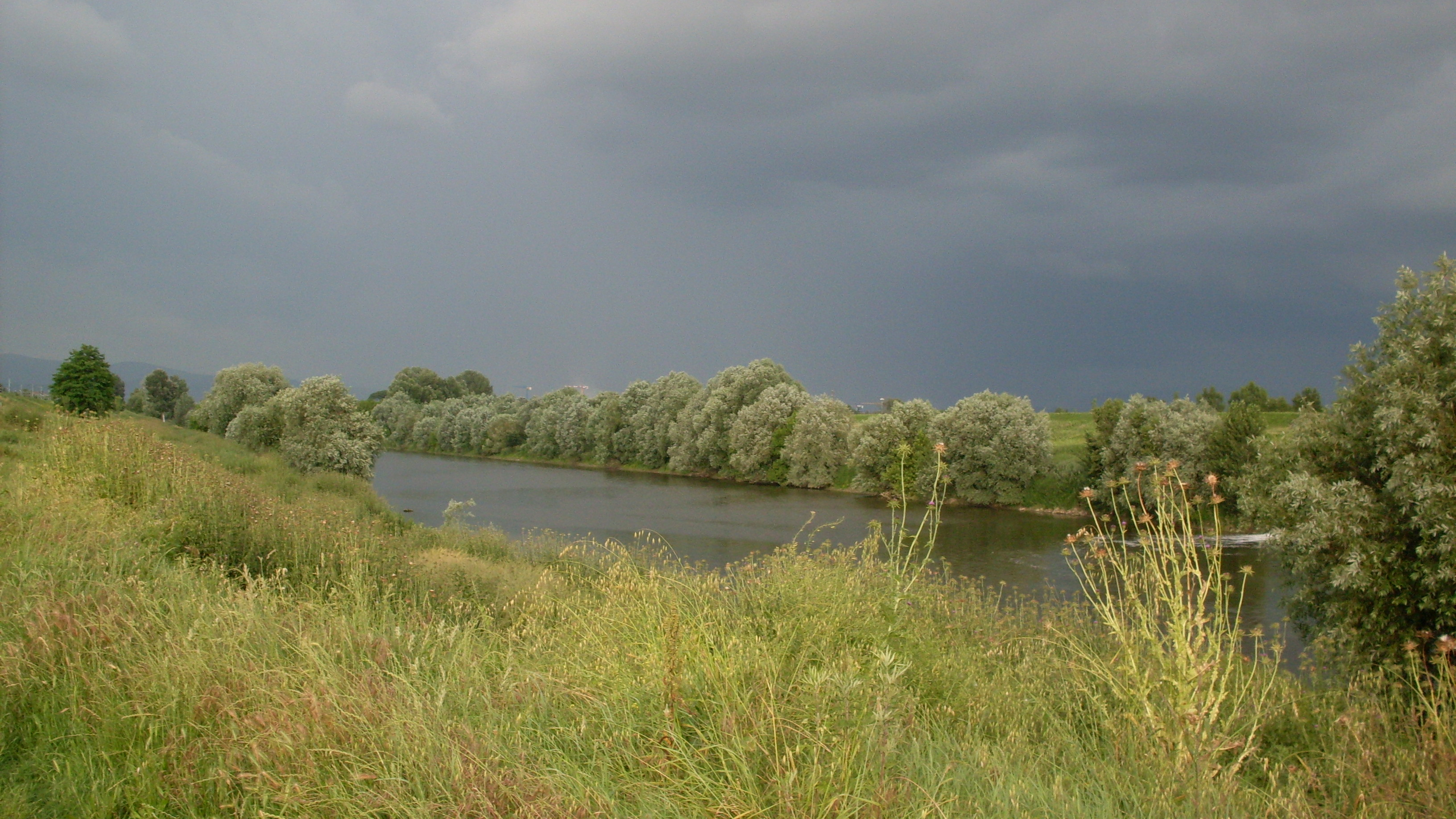
Il fiume Arno

Oltre ai fiumi già citati, il comune di Signa comprende tra i corsi d'acqua due torrenti (Ombrone e Vingone), 6 fossi (Chiella, Dogaia, Dogaione, Reale, Rigone e Tozzinga), due canali (Goricina e Macinante), due collettori (Acque basse e Sinistro di acque basse), due borri (Macinaia e Rimaggio) e una gora (Bandita).
Gran parte del territorio di Signa è inoltre costituito da laghi artificiali (tra i più importanti i Laghi del Parco dei Renai e i Laghi La Bozza).

### Orografia
Signa, non presentando rilievi importanti, come già esposto precedentemente, consta di una parte più alta di 46m di altitudine e di una parte più bassa pressoché pianeggiante in cui è numerosa la presenza di corsi d'acqua naturali e di laghi artificiali.

### Clima
La temperatura media è molto simile a quella di Firenze poiché le due città hanno altitudini pressoché identiche (46 m s.l.m. per Signa e 50 m s.l.m. per Firenze).

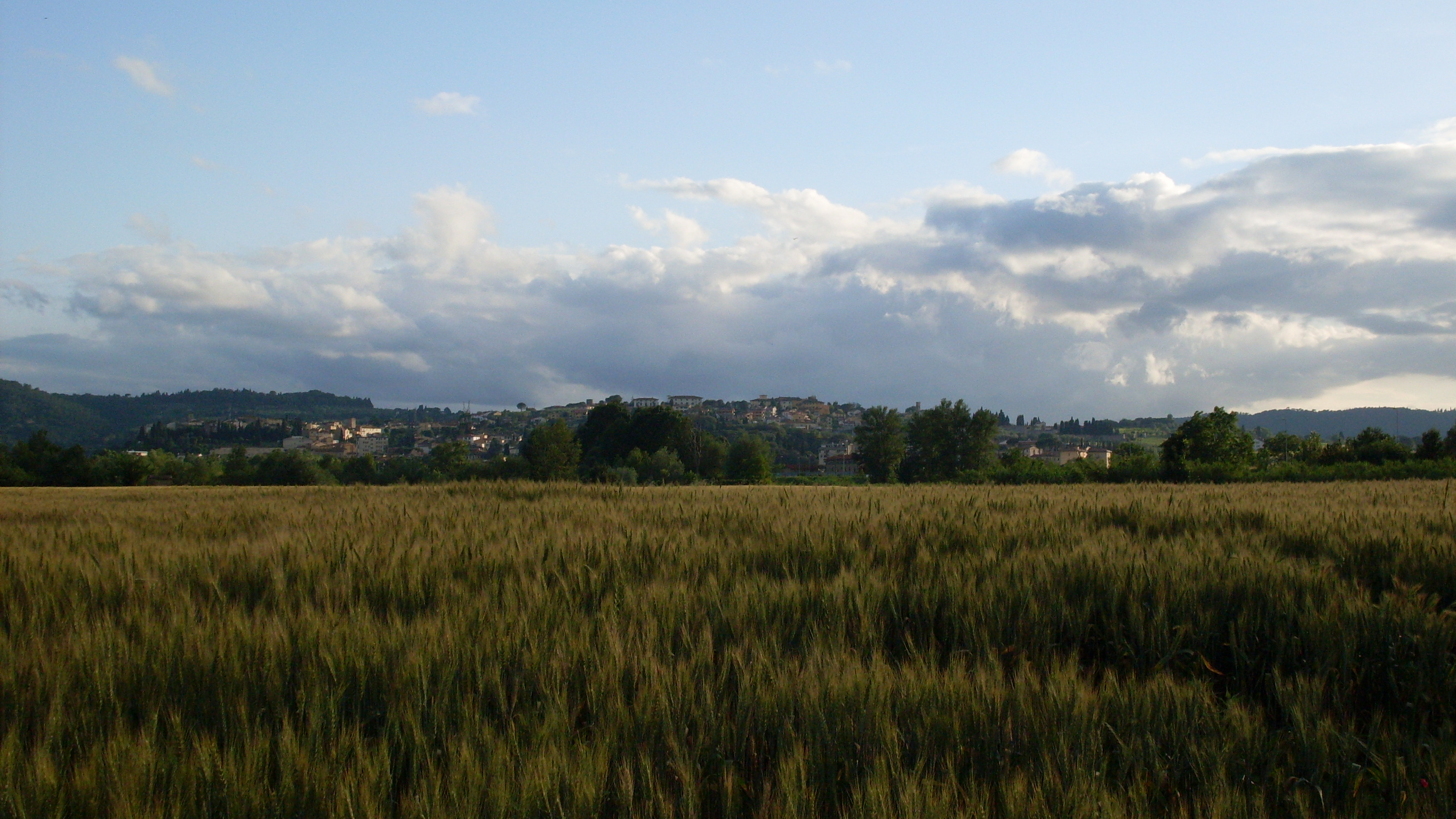
Vista di Signa in una giornata nuvolosa

Secondo la stazione meteorologica di Peretola, la più vicina a Signa, il mese più freddo è gennaio con una temperatura media di +5,8 °C mentre quello più caldo è luglio con una media di +24,3 °C anche se sono state registrate forti escursioni termiche stagionali, comprese tra i +42,6 °C di massima del 26 luglio 1983 e i −23,2 °C di minima del 12 gennaio 1985.
Il clima è di tipo submediterraneo, con l'alternanza di estati calde e inverni miti. L'aridità estiva è presente ma non molto accentuata, come nel clima mediterraneo più tipico. Le precipitazioni medie annue registrate in 92 giorni si attestano sui 900 mm anche se nella parte più bassa della città è presente generalmente una maggiore umidità, vista la presenza di laghi d'acqua dolce e dal corso dei vicini fiumi.
Di seguito vengono riportati i dati climatici delle medie mensili riferite agli ultimi 30 anni della stazione meteorologica di Peretola.
| Dati meteo          | Mesi | Mesi  | Mesi  | Mesi  | Mesi  | Mesi  | Mesi  | Mesi | Mesi  | Mesi | Mesi   | Mesi  | Stagioni | Stagioni | Stagioni | Stagioni | Anno  |
| Dati meteo          | Gen  | Feb   | Mar   | Apr   | Mag   | Giu   | Lug   | Ago  | Set   | Ott  | Nov    | Dic   | Inv      | Pri      | Est      | Aut      | Anno  |
| ------------------- | ---- | ----- | ----- | ----- | ----- | ----- | ----- | ---- | ----- | ---- | ------ | ----- | -------- | -------- | -------- | -------- | ----- |
| T. max. media (°C)  | 10   | 12    | 15    | 19    | 23    | 27    | 31    | 31   | 27    | 21   | 15     | 10    | 10,7     | 19       | 29,7     | 21       | 20,1  |
| T. min. media (°C)  | 1    | 3     | 5     | 8     | 11    | 15    | 17    | 17   | 14    | 10   | 6      | 2     | 2        | 8        | 16,3     | 10       | 9,1   |
| Precipitazioni (mm) | 73   | 68,58 | 81,28 | 78,74 | 73,66 | 55,88 | 40,64 | 76,2 | 78,74 | 88,9 | 111,76 | 91,44 | 233,0    | 233,7    | 172,7    | 279,4    | 918,8 |

- Classificazione climatica: zona D, 1754 GG
- Diffusività atmosferica: bassa, Ibimet CNR 2002

## Storia
Signa ha sempre rivestito un ruolo abbastanza rilevante nella storia e nell’economia della piana fiorentina, vivendo in molte occasioni momenti di interessante crescita civile, culturale e artistica. Grazie alla felice posizione geografica che la colloca su una delle ultime propaggini orientali del Monte Albano – alla confluenza dei fiumi Bisenzio e Ombrone con l’Arno -, Signa ha avuto numerose occasioni di sviluppo.
Alcune azzardate supposizioni vorrebbero far risalire le origini di Signa al periodo etrusco (date dai ritrovamenti rinvenuti durante le numerose escavazioni effettuate), ma le ipotesi più convincenti fanno risalire Signa al periodo romano, tanto che il suo nome attuale deriverebbe da Signando colonias in seguito all’assegnazione delle colonie qui fatta da Silla.
Quel che c’è di certo è che i primi documenti certi su Signa risalgono soltanto al periodo alto-medievale e da questi traspare l’idea di una comunità abbastanza consistente. Il primo documento in cui si parla di Signa risale al 964, in merito alla donazione della Pieve di Signa al Capitolo fiorentino da parte di Rambaldo, vescovo di Firenze. La costituzione, avanti l’anno mille, del piviere di Signa, uno dei più grandi del contado, attesta l’importanza di questo luogo.
Il ponte sull’Arno costituiva già all’epoca l’elemento peculiare di questa comunità, servendo da punto nodale per itinerari, viaggi e spostamenti fra aree importanti: dopo la distruzione ad opera di Castruccio Castracani nel 1327, il ponte venne ricostruito immediatamente e, seppur con qualche modifica, ha sopportato le epoche fino al 1944, quando le truppe tedesche lo distrussero definitivamente.

### Origini
L'origine di Signa e il periodo della sua fondazione è assai incerto, vista la scarsità di notizie e di documenti; mentre sono varie le ipotesi fatte in proposito, che collocherebbero l'origine in un periodo compreso tra la nascita della civiltà etrusca e il pieno sviluppo di quella romana.
Gli studiosi più recenti hanno affermato che questo sarebbe il periodo più probabile per la nascita di Signa vista la sua posizione lungo l'asse di comunicazione Fiesole-Pisa, che contribuì fortemente al suo sviluppo. Proprio il commercio sarebbe, quindi, il motivo principale della nascita del paese che, per la vicinanza al fiume Arno, garantiva vantaggi commerciali, poiché l'unico tratto navigabile sul fiume nella stagione estiva era quello tra Signa e Pisa.
Vari sono i dubbi anche sull'origine etimologica di "Signa": se venne fondata dagli etruschi i nomi più probabili sarebbero Aisinial, Eisil ed Esinius, mentre se fondata dai romani Exine, Exinea, Esinea e Sinea. Attraverso studi recenti si è appurato che l'ultima ipotesi, quella riguardante l'origine romana, potrebbe essere storicamente più attendibile di quella etrusca. Etimologicamente Signa deriverebbe dal nome proprio Aisinius, attribuibile al fondatore, possibile legionario di Lucio Cornelio Silla, che assegnò varie terre in questa zona servendosi della centuriazione, che al fine di colonizzare un territorio, garantiva ai cittadini romani e in particolar modo ai soldati una terra coltivata per potervi abitare e per allevare animali. Altre testimonianze che favorirebbero l'ipotesi riguardo alla colonizzazione romana derivano dal ritrovamento sia di alcuni reperti archeologici romani nel Parco dei Renai sia di alcune tombe di origine longobarda nelle fondamenta della pieve di San Lorenzo. Nonostante si ammetta che questa zona sia stata in precedenza occupata dagli etruschi, come testimoniato dalla tomba di Bronzetti al confine tra il comune di Carmignano e quello di Signa, l'origine romana sarebbe ulteriormente testimoniata da una lapide presente nella pieve di San Giovanni Battista su cui era scritto:
ONIVCI EIUS»
Proprio riguardo all'origine romana sono state fatte altre varie ipotesi sulla fondazione della città che per taluni sarebbe avvenuta per mano del console Tito Quinzio Flaminino, come documentato da un miliario, mentre per altri Signa avrebbe avuto origine da un accampamento romano, come accade anche per Firenze.

### Medioevo
Rari sono i documenti riguardanti Signa nel periodo compreso tra le invasioni barbariche e la dominazione dei Franchi. Secondo quanto riportato dallo storico Salvi nella Storia di Pistoia dell'anno 1656, l'imperatore Carlo Magno, dopo aver stipulato un trattato di pace a Pistoia, si diresse verso Firenze e donò al capitano di corte Mainetto Fabroni il castello di Signa. Anche riguardo a questo fatto sono stati sollevati dei dubbi sulla veridicità di quanto avvenuto come lo stesso storico V. Capponi ha sostenuto che la famiglia Mainetto non sarebbe giunta a Signa prima del 1344.
I documenti più attendibili risalgono tuttavia al 977 o al 978), anno in cui la contessa Willa donò la pieve di San Giovanni Battista e la pieve di San Lorenzo al Capitolo Fiorentino.
Si pensa che Signa abbia goduto molta fama nella zona di Firenze durante il Medioevo, soprattutto per due motivi: la religione e, come lo era stato in epoca romana, la posizione geografica. 

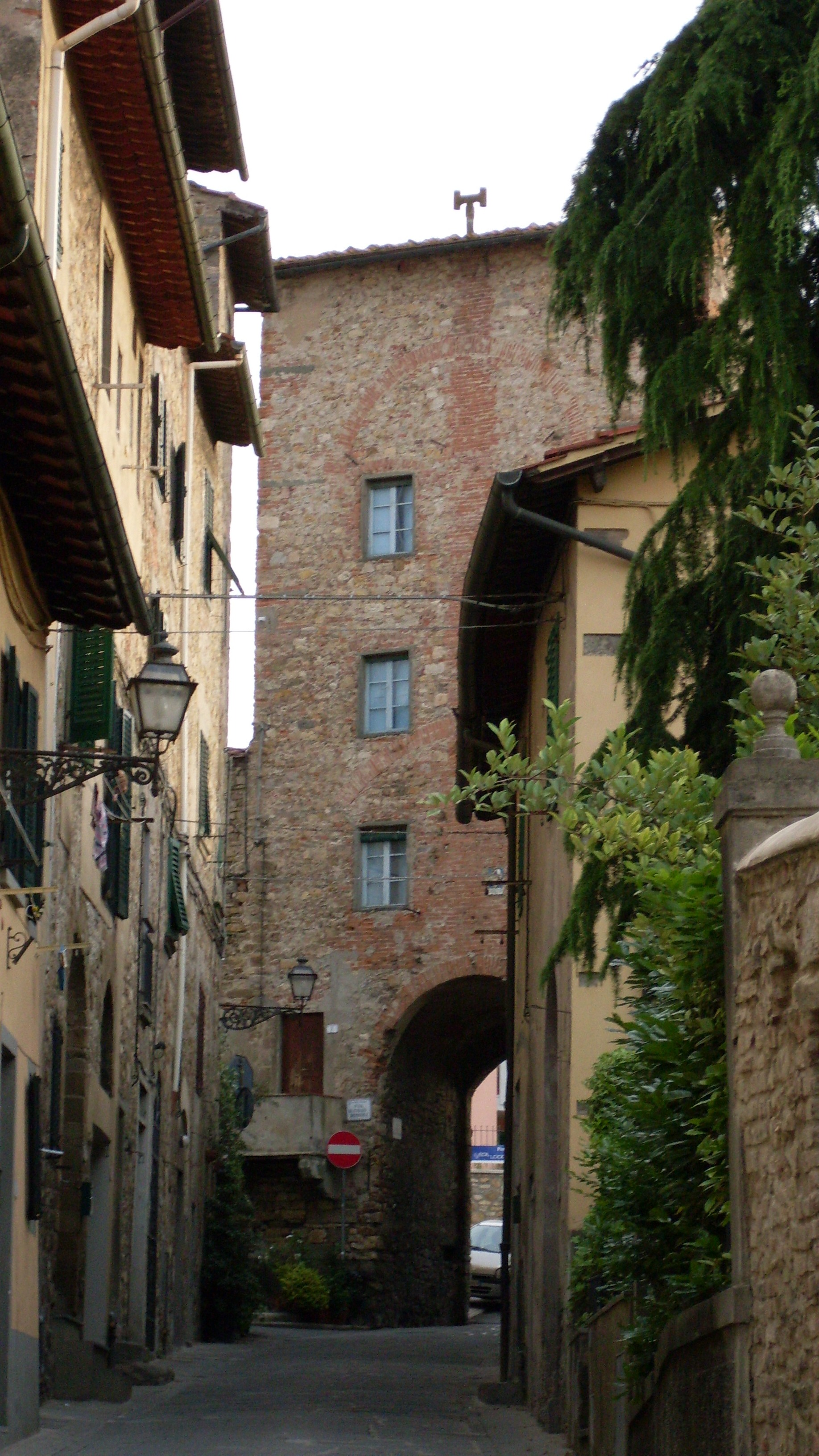
La torre di San Miniato

Per quanto riguarda l'aspetto religioso, Signa era conosciuta soprattutto per il culto della Beata Giovanna i cui miracoli non solo avevano suscitato la grande devozione da parte dei fedeli, ma contribuirono anche alla crescita della produzione artistica a Signa, attraverso copiose opere dedicate alla "Beata" tra le quali gli affreschi della chiesa di San Giovanni Battista.
Il sito di Signa aveva assunto grande importanza per la posizione strategica e il commercio, soprattutto dopo la costruzione del ponte sull'Arno, unico ponte fino al XIV secolo a collegare le due rive dell'Arno e la più importante via di collegamento tra Firenze e Pisa fino al Novecento. Per questo motivo il paese venne assediato dal lucchese Castruccio Castracani nel Trecento, periodo delle sanguinose battaglie tra guelfi e ghibellini. Castruccio, che divenne ghibellino, riportò un'eccezionale vittoria sui fiorentini nel 1325 ad Altopascio, e una volta giunto a Carmignano intraprese un lungo assedio contro Signa che, alla fine, fu conquistata. Nel paese Castruccio insediò il suo quartier generale, battendo perfino delle monete che chiamò castruccini, e con il controllo su Signa riuscì a impedire l'arrivo di rifornimenti a Firenze. Vari mesi dopo, però, vedendo che Firenze stava preparando un nuovo attacco, decise di dare fuoco al Castello di Signa e incendiare il ponte sull'Arno per fermare l'avanzata fiorentina. La parte guelfa cercò di riconquistare Signa con un tentativo che finì male. Dopo l'assedio Castruccio lasciò il paese anche se questi episodi scatenarono altre battaglie, che si conclusero con la pace di Sarzana nel 1350.
(E. Repetti, Dizionario geografico fisico storico della Toscana.)
La fama di Signa è testimoniata anche da Dante il quale afferma nella Divina Commedia, al XVI Canto del Paradiso, che all'epoca il Gonfaloniere di Firenze, Fazio dei Moriubaldini, veniva proprio dalla cittadina signese.

### Dal Rinascimento all'Ottocento
Nel periodo tra la fine del Medioevo e gran parte del Settecento furono pochi i fatti rilevanti a Signa. Il più importante episodio fu quello del pesante saccheggio delle milizie di Filiberto d'Orange, che depredò le campagne fiorentine per far tornare al potere i Medici dopo che furono cacciati e fu proclamata la Repubblica a Firenze. Si accerta, inoltre, che anche Leonardo da Vinci fosse solito passare da Signa come testimonia la conoscenza del vicino “Masso della Gonfolina” a cavallo col comune limitrofo di Lastra a Signa.
Nel Seicento e nel Settecento non ci fu nessun altro importante evento almeno fino alla fine del Settecento, quando si trasferì a Signa il bolognese Domenico Michelacci il quale, attraverso le sue esperienze di coltivazione e lavorazione della paglia, avviò una produzione a larghissima scala di cappelli che segnò la produzione artigianale signese. Le opere di paglia signesi vennero infatti esportate e conosciute in tutto il mondo con il nome di "Cappelli di paglia di Firenze"; Signa venne riconosciuta come uno tra i più importanti centri artigianali ed ebbe l'appellativo di Città della Paglia. La fama dell'artigianato di Signa giunse anche alla corte del Luigi XVI, che richiese infatti proprio uno dei cappelli di paglia prodotti nel paese.
Altra attività di notevole importanza fu quella realizzata dalla Manifattura di Signa nel settore della ceramica artistica, molto apprezzata da Gabriele D'Annunzio. L'attività, cessata da circa 60 anni, è stata ripresa negli ultimi anni da vari artigiani locali.

### Il Novecento
Il Novecento rappresentò per Signa un secolo sia di grandi conferme sia di eventi particolarmente gravi a livello storico, sociale ed economico. Agli inizi del secolo il paese riconobbe nell'artigianato e nella lavorazione della paglia un punto fermo per l'economia signese ma col passare del tempo proprio questo tipo di tradizioni subì la concorrenza di città industrializzate più importanti, come Firenze, a tal punto che varie produzioni cessarono. Con l'avvento del Fascismo, come nel resto di Italia, a Signa si diffuse una politica interamente incentrata sulla figura di Benito Mussolini e sulle leggi razziali. Varie furono le forme propagandistiche che coinvolsero la comunità signese, specialmente di attività tutte incentrate a raccogliere il maggior consenso possibile. In piazza Cavallotti, che divenne durante il ventennio fascista Piazza 28 ottobre, fu abbattuto il monumento di Felice Cavallotti e fu il luogo principale ove il partito fascista organizzava le proprie manifestazioni come i saggi ginnici. Durante la seconda guerra mondiale Signa subì molti danneggiamenti, soprattutto durante il periodo della Resistenza. Nell'eccidio di San Piero a Ponti il 13 agosto 1944 nei pressi di Signa tredici persone, tra le quali molte erano signesi, vennero fucilate per rappresaglia. La liberazione di Signa avvenne per opera dei partigiani e, in seguito, anche dell'esercito alleato. Per il ruolo giocato nell'ambito dell'area fiorentina Signa, il 31 dicembre 2009, ha ricevuto la Medaglia d'argento al merito civile per atti di abnegazione durante il secondo conflitto mondiale. Di seguito la motivazione riportata per il conferimento della medaglia:
Nell'aprile del 1946 si svolsero le prime elezioni amministrative.
Nel novembre del 1966 Signa e i comuni limitrofi furono inondati dall'Arno durante l'Alluvione di Firenze. Secondo alcuni dati fu inondata il 70 % della zona signese: se la vasta parte di territorio sommerso dovette sopravvivere con mezzi di fortuna, anche la parte non sommersa, quella del Castello, subì gravi disagi rimanendo a lungo isolata. I primi aiuti giunsero dai volontari residenti a Signa e successivamente da 100 volontari della Misericordia Croce Verde, dai Vigili urbani di Viareggio, dal 78º Reggimento fanteria "Lupi di Toscana", dai Vigili del Fuoco di Parma e Reggio Emilia da cui arrivarono anche il Circolo Gramsci e la Federazione del P.C.I., vari mezzi di sostentamento furono portati dai Comuni di Prato, Calenzano e Lamporecchio e dalla Francia attraverso il Secours Populaire Français. Il Palazzo Comunale e le Suore Passioniste del Castello offrirono letto e alloggi per 140 sfollati. Gravi furono poi i danni subiti con la totale perdita del bestiame, la distruzione dei campi coltivati oltre alla crisi degli alloggi visto che le case inondate era risultate inabitabili. Il consiglio Comunale del 9 novembre del 1966 scrisse:
(Consiglio comunale del 9 novembre 1966, delibera n°89/CC/9.11.66, Esame della situazione determinata dall'alluvione del 4 novembre)
Nel 1968 invece fu al centro di un terribile fatto di cronaca: la notte del 21 Agosto dopo aver passato una serata al Cinema Giardino Michelacci, vennero brutalmente assassinati gli amanti Barbara Locci e Carmelo Cutrona appartati in auto nei pressi della zona di Castelletti. Con loro era presente il figlio di lei, Natalino Mele, che svegliato a delitto avvenuto chiese aiuto in una casa colonica nelle vicinanze. Se inizialmente venne ritenuto responsabile il marito di lei, Stefano Mele, nel 1982 tale duplice omicidio venne collegato alla serie di delitti del Mostro di Firenze, a seguito del ritrovamento dei medesimi bossoli serie H usati dal o dai serial killer delle coppiette. A seguito di questa scoperta si aprirà la cosiddetta “Pista sarda” in cui verranno coinvolti i vari amanti della donna abitanti nella zona di Lastra a Signa. 

### Simboli
Stemma

Lo stemma di Signa

Lo stemma del Comune di Signa fu ufficialmente scolpito su pietra nel 1393 e venne posto su quello che allora era l'architrave del portale maggiore della chiesa di San Giovanni Battista. Originariamente, secondo una cronaca dell'epoca, nella chiesa di Santa Maria in Castello venne fuso nel 1266 su una campana un piccolo stemma che raffigurava il ponte signese con quattro arcate.
Lo stemma del 1393 venne fregiato del ponte di Signa, con sette fornici di eguale ampiezza e di una torre merlata in riferimento all'antica torre inglobata nel palazzo nella zona di Lastra a Signa.
Secondo una testimonianza del Cinquecento, con il susseguirsi dei lavori sul ponte di Signa, quest'ultimo venne riprodotto nello stemma differentemente dall'originario con sette fornici in cui quello centrale era il più alto.
L'attuale stemma del Comune di Signa è stato concesso nel il 6 febbraio 2003 dal Presidente della Repubblica Italiana Carlo Azeglio Ciampi attraverso il Dipartimento del Cerimoniale di Stato sezione Ufficio Onorificenze e Araldica pubblica.
(D.P.R. 06.02.2003)
Gonfalone
Il gonfalone del comune di Signa ritrae lo stemma comunale su un drappo di colore bianco.

## Monumenti e luoghi d'interesse

### Architetture religiose

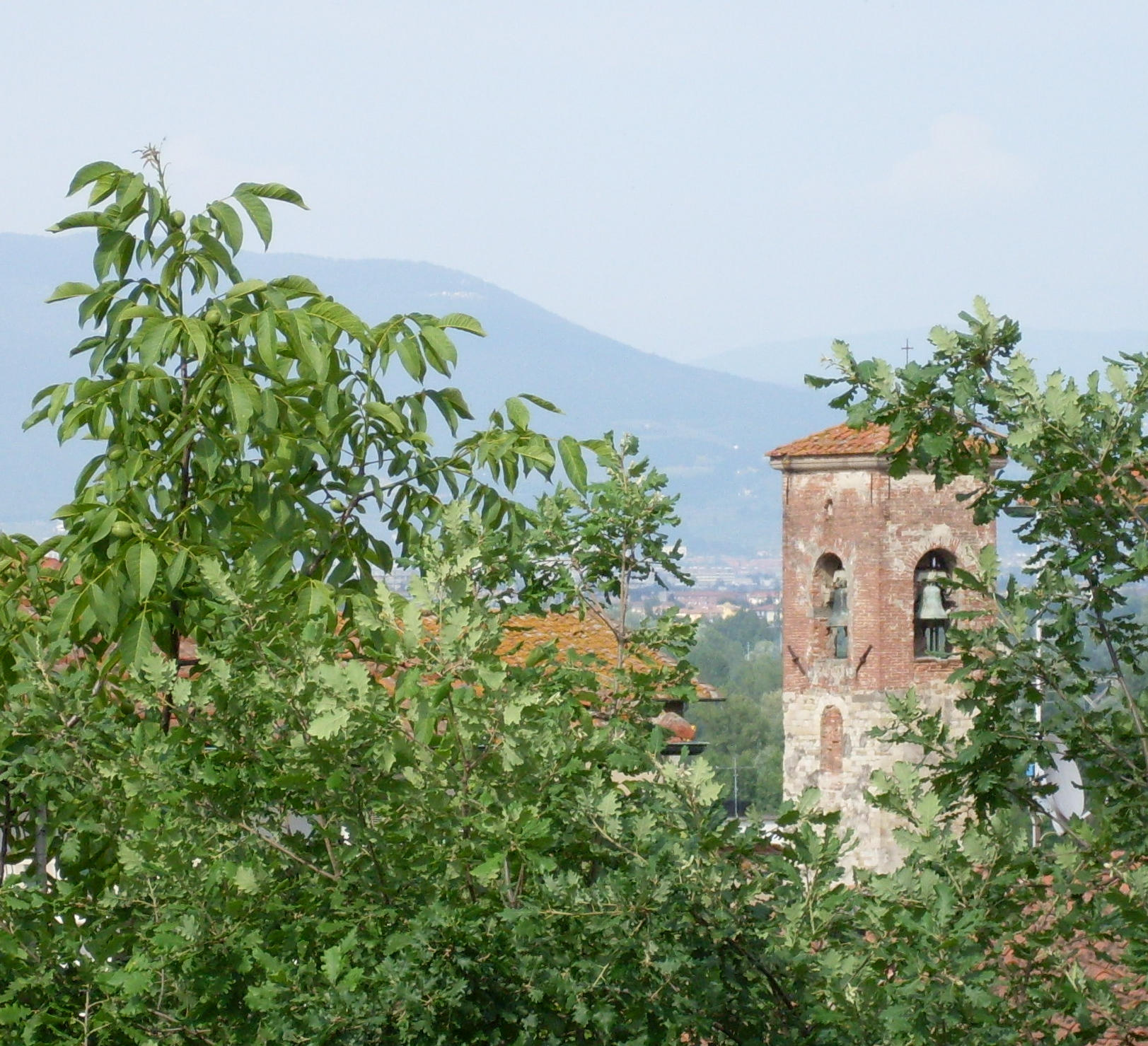
Campanile della chiesa di San Giovanni Battista

Chiesa di San Giovanni Battista (o della Beata)La chiesa di San Giovanni Battista, chiamata anche Pieve della Beata si innalza sull'attuale piazza Cavour a Signa. Fu donata dal vescovo fiorentino Rambaldo nel 964. Nel corso del Trecento e del Quattrocento acquistò importanza come principale luogo di culto del territorio signese poiché conteneva, e tutt'oggi contiene, le spoglie della Beata Giovanna. Vari sono gli affreschi attribuiti per lo più al Maestro di Signa oltre a un fonte battesimale della Bottega dei Da Maiano.
Pieve di San LorenzoCome per la pieve di San Giovanni Battista, anche la chiesa di San Lorenzo fu donata al capitolo fiorentino dal vescovo Rambaldo nel 964. Divenne nel corso dei secoli luogo di sepoltura della più importanti famiglie signesi, come i Macci e i Lenzi. All'interno sono conservati affreschi che furono assegnati a vari artisti come il Maestro di Signa e Pietro Nelli, oltre a varie tele del pittore fiorentino Raffaello Navesi e ad una cassa lignea attribuita a Pietro da Gambassi. Negli ultimi anni, durante i lavori di restaurazione della chiesa, sono state trovate alcune tombe alla cappuccina di epoca longobarda. Oggi è anche la sede del Corteo storico di Signa.
Chiesa di Santa Maria in CastelloSituata nella parte più antica della città, il Castello, fu donata dalla contessa Willa nel 978 d.C. alla Badia Fiorentina, fondata proprio dalla medesima in quell'anno. Contiene al suo interno un dipinto di Sigismondo Coccapani (L'adorazione dei Magi, del 1617) e, come già detto in precedentemente, un affresco attribuito a Cimabue sulla quale origine oggi si sta discutendo.

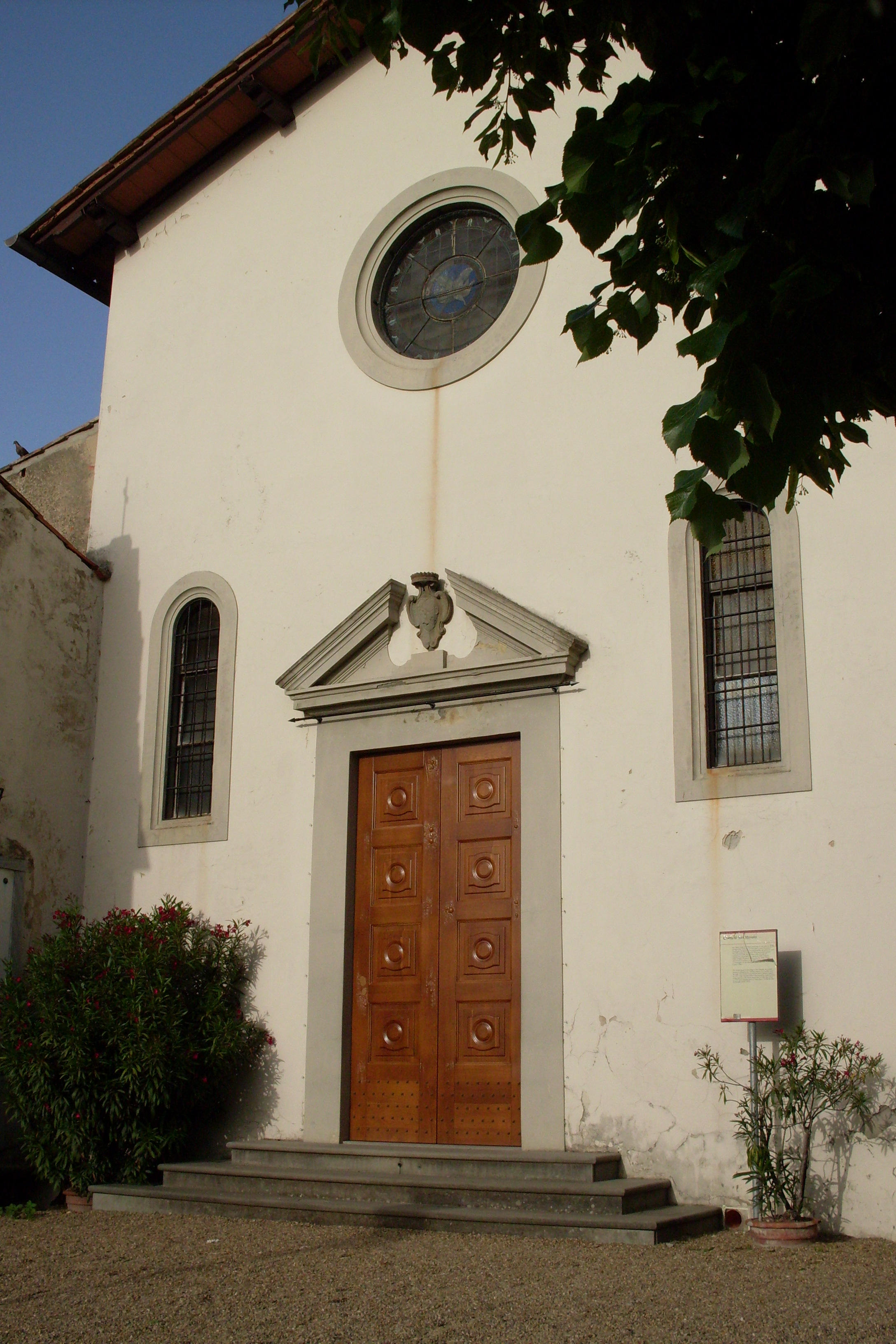
La chiesa di San Miniato

Chiesa di San MiniatoLe origini della chiesa sono ancora sconosciute e contrastanti, poiché alcune fonti fanno risalire la data della costruzione prima del 1000, nonostante i primi documenti siano del 1224 e del 1243. Frutto di varie ristrutturazioni, è presente una lapide in dedica al bolognese Domenico Michelacci, personalità di spicco dell'artigianato signese nel Settecento, dopo che ebbe dato nuovo impulso alla produzione di paglia a Signa.

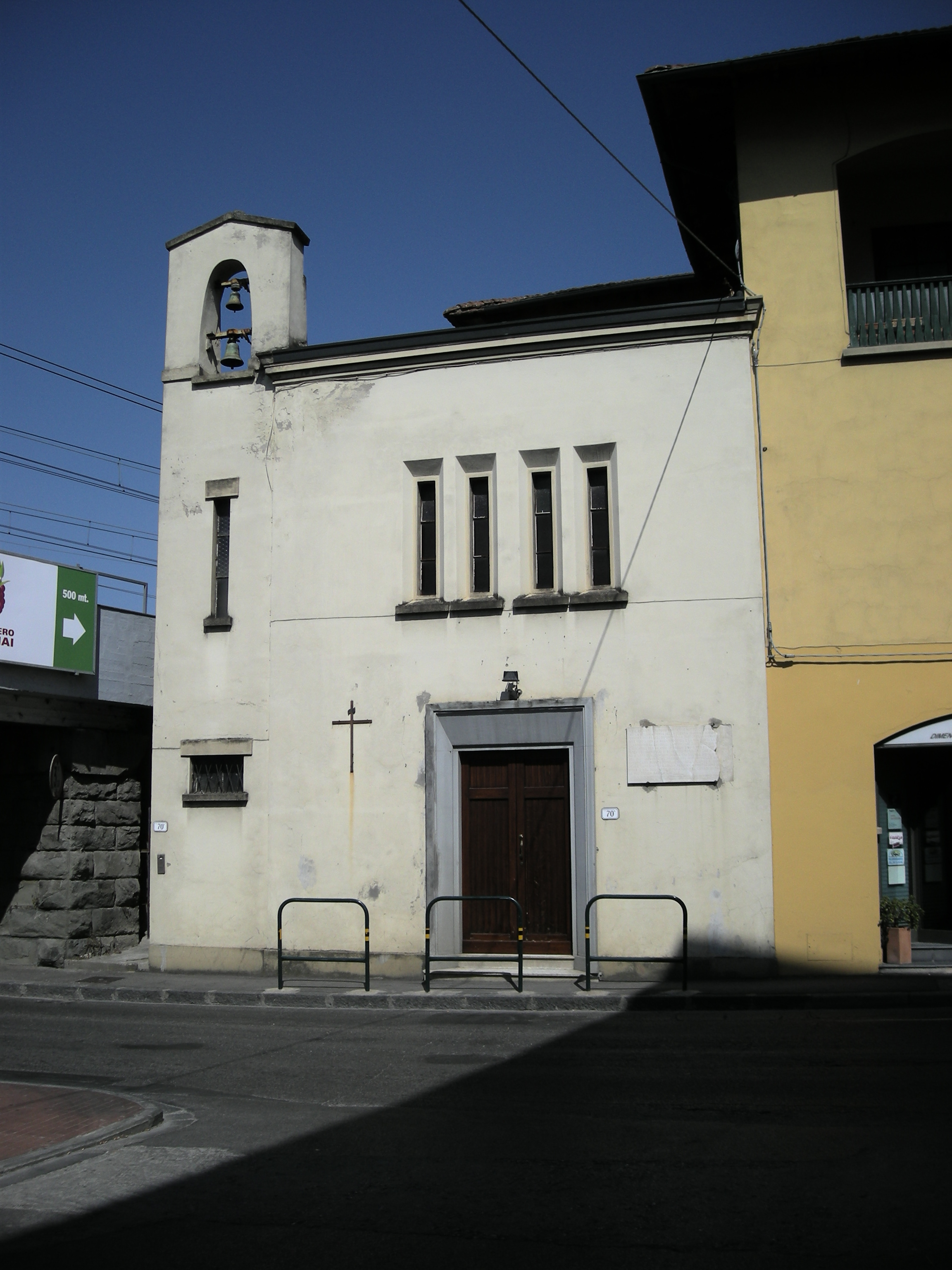
La chiesa del Beatino

Chiesa di San MauroSecondo alcuni documenti sarebbe stata costruita per opera dei benedettini della vicina Badia a Settimo. Al suo interno sono conservati la grande pala d'altare in terracotta raffigurante la Madonna col Bambino tra San Jacopo minore e San Filippo attribuita alla bottega dei Della Robbia.
Chiesa di San Pietro a LecoreFondata dagli imperatori di Germania prima dell'866 venne dedicato come monastero dell'imperatore Ottone. La classicità architettonica della chiesa richiama allo stile di Giovanni della Robbia al quale, secondo alcuni studiosi, può essere attribuita. All'interno sono conservati vari dipinti.
Chiesa di Sant'Angelo a LecoreDagli studi di alcuni storici, la chiesa era stata dedicata a San Michele Arcangelo come risulta anche da vari documenti, che attestano la costruzione prima del 4 marzo 1034. Contiene al suo interno vari dipinti tra cui quello di Bernardino Monaldi, Madonna col Bambino e Santi (1589).
Chiesa del BeatinoFu costruita su quella che originariamente era la casa della Beata Giovanna.
Oratorio di San Rocco

### Architetture civili
Varie furono le ville costruite tra il tardo Medioevo e il periodo rinascimentale in modo tale da venire incontro a quelle che erano le esigenze delle famiglie benestanti e ricche dell'area fiorentina. Vi sono le testimonianze di quanto la nobiltà abbia preferito questi luoghi, come è stato testimoniato dal pittore Giuseppe Zocchi, che nel 1774 raffigurò in Vedute delle ville e d'altri luoghi della Toscana il paesaggio signese. Proprio Signa, diventando col passare del tempo una località di grande interesse per la nobiltà fiorentina, ospitò nelle sue ville personaggi illustri, come Gabriele D'Annunzio e Giuseppe Garibaldi.

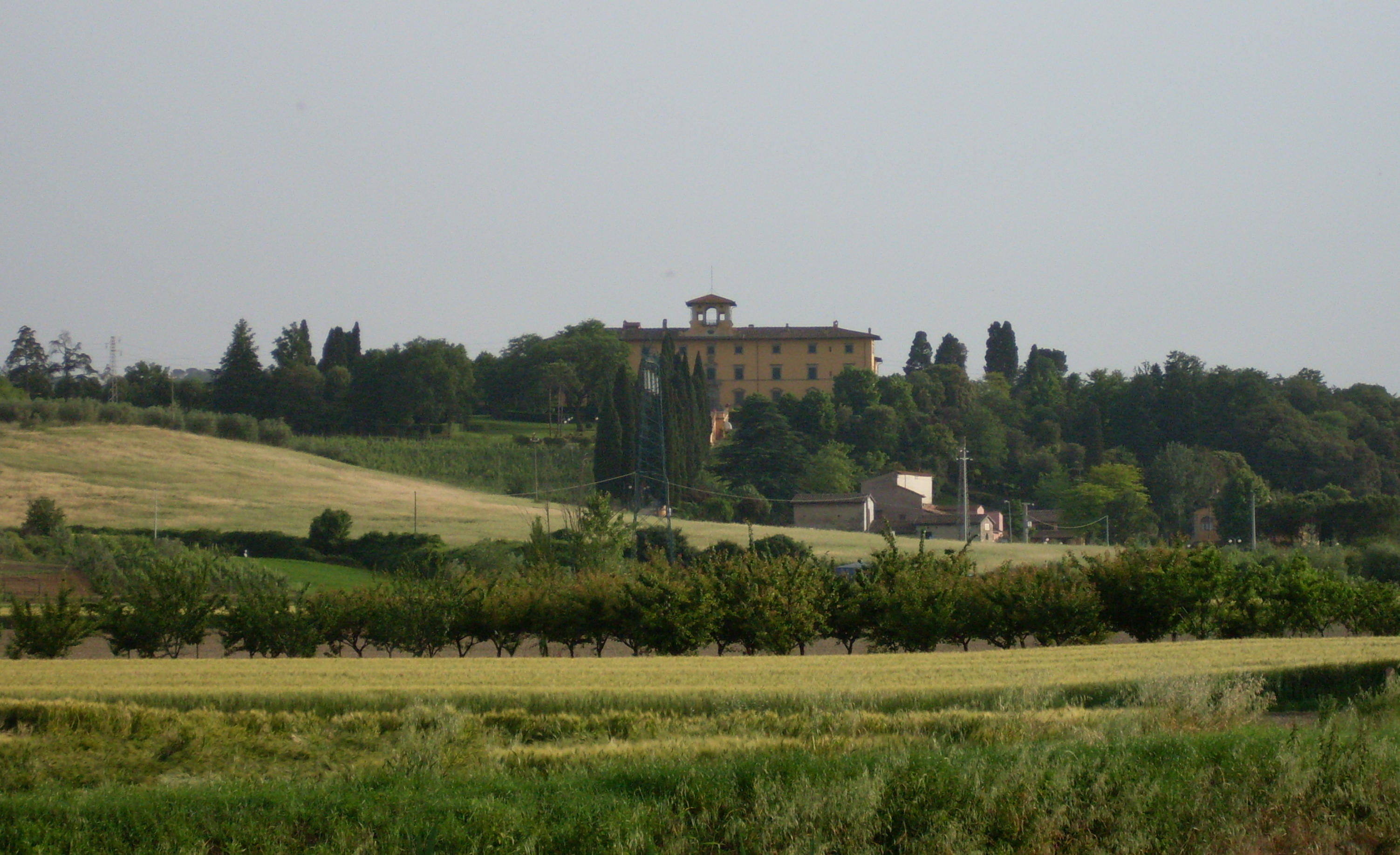
Panoramica di Villa Castelletti

Villa CastellettiSecondo alcune testimonianze la costruzione della villa risalirebbe all'inizio del Quattrocento sotto il patronato della famiglia Strozzi. La villa passò in seguito al poeta Guido Cavalcanti, amico di Dante Alighieri. Proprio la famiglia Cavalcanti ampliò la struttura di Villa Castelletti, aggiungendo i due corpi laterali. Dalla seconda metà dell'Ottocento, per merito del conte Leopoldo Cattani Cavalcanti, la proprietà si trasformò in una tenuta modello. Agli inizi del Novecento la proprietà passò ai conti Montagliari, di origine germanica. Tutt'oggi la villa è di proprietà privata, ma ospita iniziative culturali pubbliche come la premiazione del premio letterario intitolato a Mario Luzi, organizzato per le scuole.
Villa San LorenzoSituata nei pressi della pieve di San Lorenzo e a fianco della collina di San Miniato, l'intero complesso è formato da due ville, l'una databile intorno al Quattrocento mentre l'altra tra la seconda metà del Cinquecento e la prima del Seicento. La proprietà di entrambe le ville passò tra varie famiglie e personaggi illustri, come Leon Battista Alberti o la famiglia de "I Mori Ubaldini" fino ad essere gestita, attualmente, da una società privata. La costruzione più importante è a forma di L e avrebbe contenuto, secondo la testimonianza del pittore Santelli, vari affreschi e oggetti di valore tali da definirla come la più bella villa di Signa.
Tra le più importanti, oltre a quelle già citate, ci sono:
- Villa Mancini in località la Villa
- Villa Le Selve in località le Selve
- Villa La Quarnarina
- Villa I Pitti

### Architetture militari

#### Il castello, le porte, il ponte e la passerella

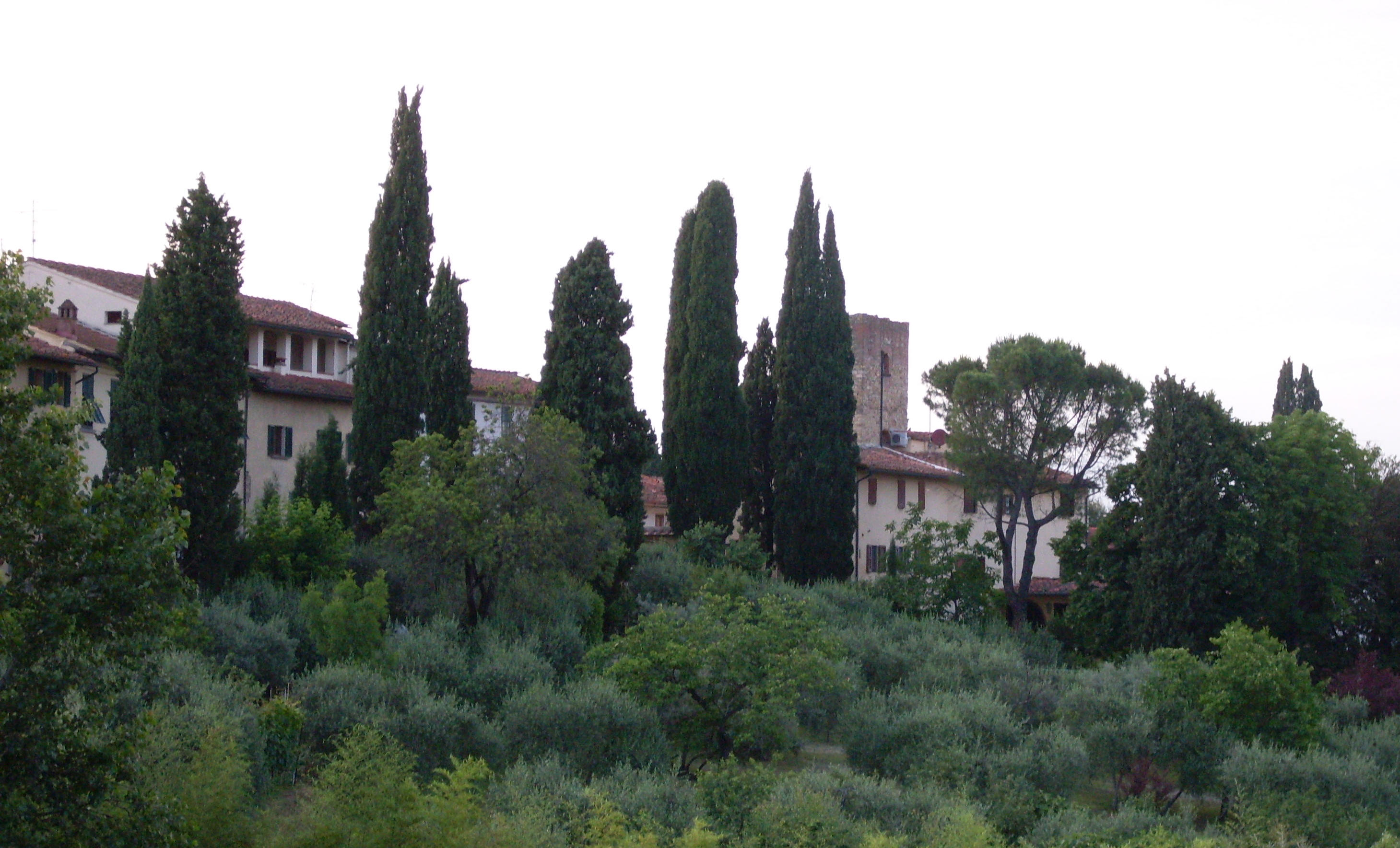
Vista de Il Torrino

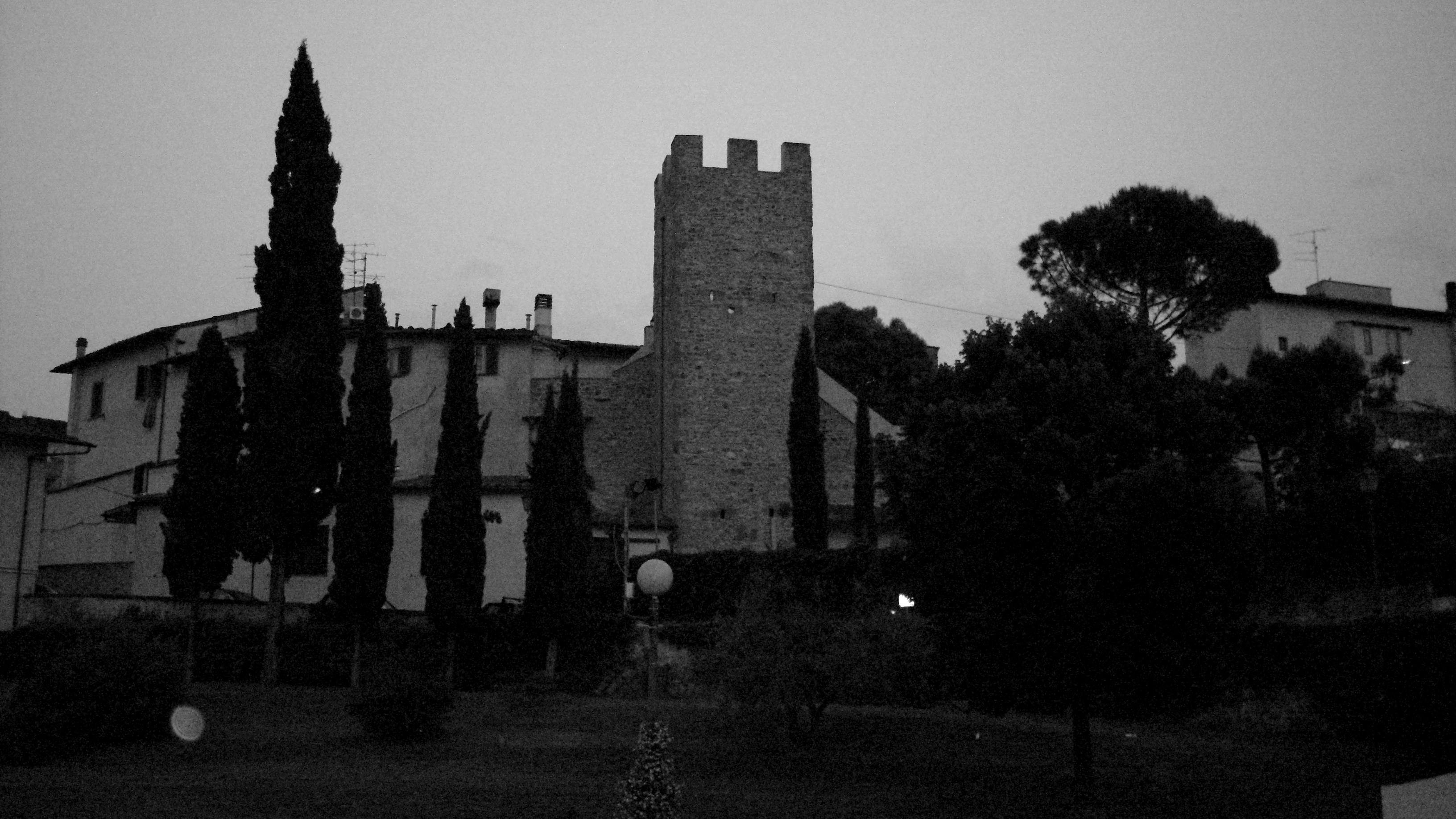
La Torre di Settentrione

Il Castello è situato nella parte più alta del paese. Nonostante i mutamenti avvenuti nei secoli consisteva in una cerchia di mura abbastanza schematica e ovoidale, costruita circa nel IX secolo per difendersi dai saccheggi dei predoni barbari, ed in particolare, di quello avvenuto nell'825 quando alcuni vascelli vichinghi risalirono l'Arno per depredare il palazzo del vescovo di Fiesole.
Le mura sono in parte distrutte e tutt'oggi visibili solo in alcune zone del paese come nel convento delle suore passioniste mentre sono rimaste intatte quattro alte torri (tra cui il Torrino e la Torre di Settentrione). Il Castello di Signa disponeva di tre porte situate in punti strategici e ben definiti per la sicurezza del paese: la porta di San Miniato, ancora esistente, nella zona a sud-ovest e tutt'oggi ornata dagli stemmi del Comune di Firenze, della casa d'Angiò e di Parte Guelfa, la porta di Via Dante Alighieri nella parte a Nord-Est di cui, nonostante sia stata distrutta, è possibile vedere alcuni resti e infine la porta di Via dell'Orologio, destinata a mettere in comunicazione il Castello con il ponte sull'Arno.
Proprio quest'ultimo simboleggiava l'importanza che aveva Signa in quel tempo poiché era l'unica via, ad eccezione di quella di Fucecchio sulla via Francigena, a collegare la vicina città di Firenze con quella di Pisa e quindi con il mare. Sono incerte le informazioni sulla sua origine anche se ci sono testimonianze che collocherebbero la costruzione del ponte prima del 1217. Originariamente era di struttura lignea ma più volte venne distrutto o ne fu modificato l'aspetto per soddisfare lo sviluppo urbano. Secondo le cronache e i documenti giunti a noi, era costantemente monitorato e riparato come accadde nel 1333 quando una piena distrusse a Firenze Ponte Vecchio e il ponte di Signa subì danni più o meno gravi.
Il ponte è largo 1,80 metri, una larghezza pensata per il transito pedonale. È lungo 127 metri e alto 12,50. Nell'attraversare il fiume Arno presenta sei campate ognuna delle quali ha una luce di 27,50 metri.
È possibile attraversare l'Arno anche per mezzo della passerella. Questa ha una classica struttura a "travata", in cemento armato, con piloni e travi dello stesso materiale. Purtroppo lo stato di conservazione dell'opera non risulta eccezionale i piloni presentano le proprie fondazioni scoperte, così come sono scoperti i ferri dell'armatura. Anche il piano di calpestio e il parapetto che richiederebbero una manutenzione.

### Altro
Piazza CavourPiazza Cavour è sede della chiesa di San Giovanni Battista e il principale punto di ritrovo della comunità signese. Divenne conosciuto nel corso dei secoli come principale centro religioso delle Signe (ovvero Signa e il comune limitrofo di Lastra a Signa); molte delle strade principali e del centro storico confluiscono nella piazza. Nella parte opposta alla pieve della Beata Giovanna si trova il settecentesco Palazzo Scaffai.
Piazza della RepubblicaPiazza della Repubblica, originariamente realizzata nel 1912 con il nome di Piazza Umberto I, è sede della vita politica signese. Modificata nel 1936 secondo il progetto dell'architetto Fantappiè, è costituita nella parte più alta dalla sede del Comune di Signa, nella parte centrale dai giardini pubblici che secondo il progetto originario servivano a dare l'immagine di concezione ottocentesca di questa che era una nuova area urbana signese, nella parte più bassa da Via Roma, via principale del traffico urbano della città.

### Aree naturali

#### Il Parco dei Renai

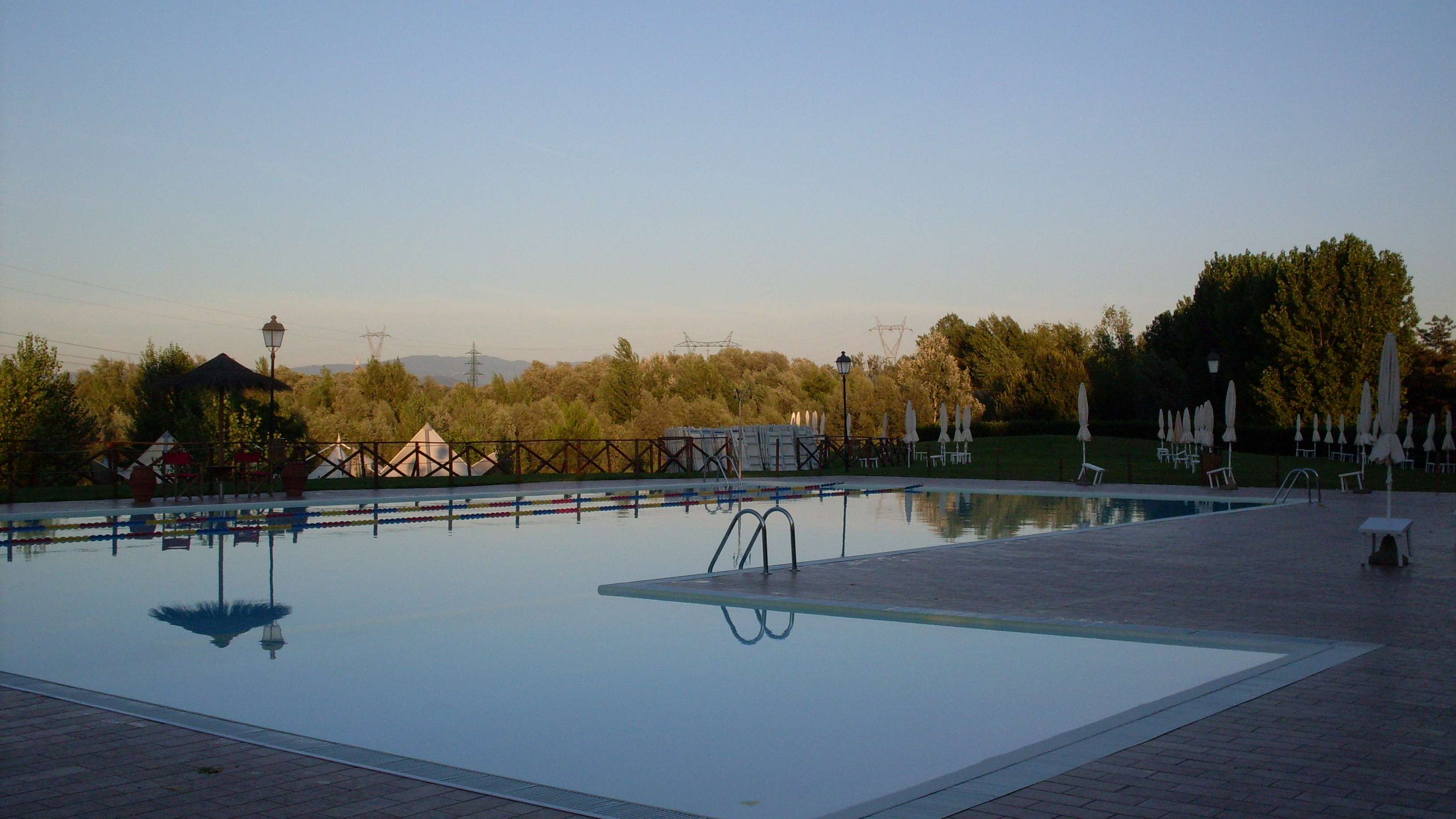
Vista della Piscina del Parco dei Renai

Tra Signa e Firenze si estende un'area di proprietà privata per 270 ettari il Parco dei Renai chiamato anche "Stato libero dei Renai" o "Isola dei Renai", area abbandonata in progressiva trasformazione a parco dalla fine dell'estate del 2000. Attualmente sono aperti al pubblico, da maggio ad ottobre, ad ingresso gratuito, 70 ettari, gestiti da una società per azioni pubblico-privata.
Vista la vicinanza con il fiume Arno fin dal XVII secolo quest'area fertile veniva usata per l'agricoltura, ma durante il Novecento l'attività agricola man mano cessò, lasciando il posto a un'incontrollata escavazione di inerti o rena, da cui il termine "Renai", specie tra gli anni sessanta e settanta.

Nel 1990 iniziarono le trattative tra i privati ed il comune per il recupero dell'area con una prima ipotesi di piano di recupero dell'area, il cosiddetto "Progetto Michelucci", il quale prevedeva la riqualificazione del territorio attraverso la costruzione di impianti sia sportivi sia ricreativi e la salvaguardia di alcune zone faunistiche, la riserva integrale WWF, ove tutt'oggi sono presenti animali considerati in via di estinzione. 

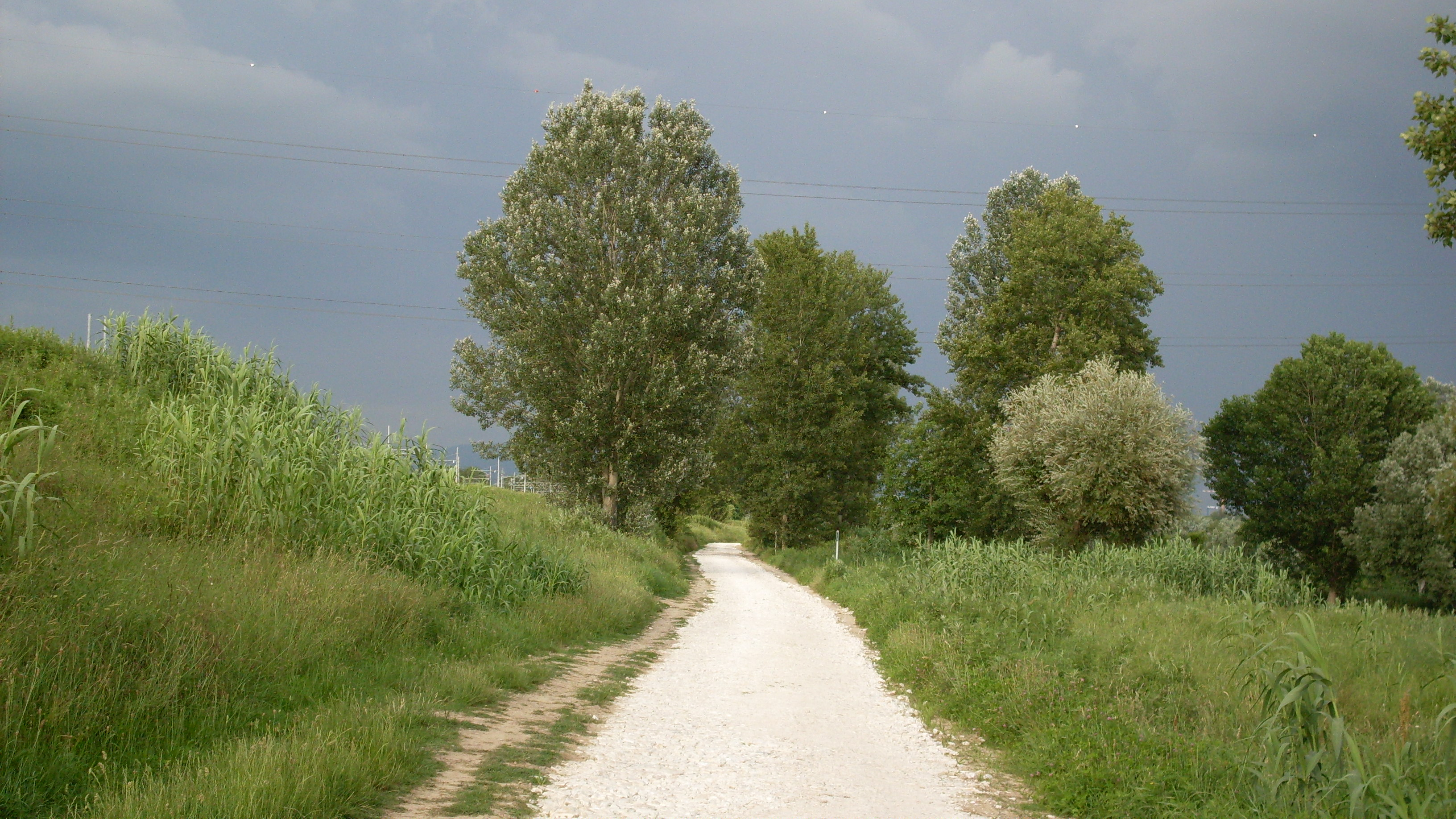
La pista ciclabile che collega il Parco dei Renai con il Parco delle Cascine a Firenze

 Il progetto fu temporaneamente accantonato fino a quando nel 1997 dal Consiag fu sottoposto all'amministrazione comunale signese un nuovo progetto, leggermente diverso dall'originale in modo tale da essere idoneo a creare una riserva d'acqua per Firenze, dopo che era stato realizzato il collegamento con l'acquedotto dell'Anconella, il cosiddetto "Tubone". Il progetto prevedeva nel corso degli anni la realizzazione del parco in quattro lotti.
Nel 2000 è stata inaugurata la prima parte, chiamata lotto 0 ove successivamente sono stati costruiti impianti per attività musicali e culturali, sportivi, soprattutto per il calcio e il beach volley, oltre a una piscina semi-olimpionica ed a strutture per la vela; mentre nel 2006 è stato aperto il secondo lotto (lotto 1) con la costruzione di una piccola spiaggia sul lago e di strutture per il canottaggio e il surf. Per mantenere il contatto con la natura vengono organizzate delle visite da parte del WWF nell'oasi naturale del parco oltre al bird watching mentre è stata creata una pista ciclabile di circa 7 km per collegare il Parco dei Renai con il Parco delle Cascine di Firenze. .

## Società

### Evoluzione demografica
Abitanti censiti

Dal 1981 al 2001 secondo i dati ISTAT la crescita demografica a Signa è graduale e in linea con il fenomeno dello spopolamento di agglomerati urbani più consistenti. Dal 1991 al 2001 la crescita è aumentata del 6,28% pari a quasi 1 000 abitanti in più. Il periodo compreso dal 2001 al 29 febbraio 2008, invece, dimostra un cambio di tendenza, poiché le stime di crescita sono raddoppiate passando dai 15 433 ai 17 913 abitanti.

### Etnie e minoranze straniere
Al 31 dicembre 2023 la popolazione straniera residente era di 2 796 persone, pari al 14,63% della popolazione.

### Lingua e dialetti
La lingua più diffusa è ovviamente quella italiana anche se nella lingua parlata viene utilizzato il dialetto toscano nella variante fiorentina.

### Religione
La religione più diffusa è il cristianesimo, specialmente nella confessione cattolica, come testimoniato dai vari luoghi di culto. Nel territorio comunale vi sono sei parrocchie:
- Sant'Angelo a Lecore (1 900 abitanti), comprende l'omonima frazione;
- Santa Maria a Castello di Signa (1 300 abitanti), comprende il quartiere Castello;
- San Mauro a Signa (4 131 abitanti), comprende l'omonima frazione;
- San Miniato a Signa (800 abitanti), comprende l'omonimo quartiere;
- San Pietro a Lecore (300 abitanti), comprende la frazione di Lecore;
- Santi Giovanni Battista e Lorenzo a Signa (6 800 abitanti), comprende tutti i quartieri della parte bassa di Signa.

La parrocchia di Sant'Angelo a Lecore comprende tutti gli abitanti dell'omonima frazione, che però appartengono amministrativamente sia al comune di Signa sia al comune di Campi Bisenzio. Per contro, nell'elenco non sono compresi gli abitanti signesi della frazione di San Piero a Ponti, poiché appartengono alle due parrocchie di San Cresci a Campi e di San Piero a Ponti, ricadenti nel territorio comunale di Campi Bisenzio.

## Cultura

### Istruzione

#### Biblioteca e Ludoteca
Il comune di Signa dispone di una ludoteca comunale, "La Gallina d'Oro", situata in via Dante Alighieri.
La biblioteca comunale è intitolata a Boncompagno da Signa ed è situata in via degli Alberti.

#### Scuole
Le scuole del territorio signese fanno tutte parte dell'Istituto Comprensivo di Signa, cioè sono coordinate da un'unica direzione didattica. Tra queste fa eccezione la scuola primaria "Collodi", che al contrario dipende dall'Istituto Comprensivo di San Donnino. Per quanto concerne gli asili nido ne è presente soltanto uno (Asilo Nido Il Trenino) mentre le scuole dell'infanzia o materne statali presenti sul territorio sono un totale di cinque di cui due a Signa ("Rodari" e "Don Milani") e due nelle frazioni di San Mauro a Signa (Scuola dell'infanzia "San Mauro a Signa") e di Sant'Angelo a Lecore (chiamata con lo stesso nome della frazione). Le scuole primarie o elementari statali, invece, sono 4 ripartite rispettivamente in due scuole a Signa ("Leonardo da Vinci" e "Dante Alighieri"), una nella frazione di San Mauro ("Alimondo Ciampi") e una appartenente all'Istituto Comprensivo di San Donnino, compresa tra il comune signese e quello di Campi Bisenzio (Collodi). Il territorio signese, inoltre, conta di una scuola secondaria di primo grado statale (Alessandro Paoli).
Nel comune di Signa, inoltre, sono presenti 4 scuole private, tutte situate a Signa (asili nido "Stella stellina", "Il Millepiedi" e l'asilo nido domiciliare "Allegra Paperina", scuola dell'infanzia "Mater Dei" e scuola primaria parificata e secondaria di primo grado "Beata Giovanna").
A livello storico la scuola tra queste di maggior rilievo è quella primaria "Leonardo da Vinci", costruita tra il 1926 e il 1932, la cui facciata segue lo stile rinascimentale e, nel complesso, è principalmente composta da due teorie di finestre e da due eleganti rampe di scale.

#### Musei
Museo della Paglia e dell'intreccio "Domenico Michelacci"Il museo, interamente dedicato alla produzione della paglia a Signa, nacque su iniziativa dal Gruppo Archeologico Signese con la collaborazione di alcuni industriali del territorio e del comune di Signa. All'interno sono conservati reperti di lavorazione industriale dell'Ottocento e, soprattutto, i cappelli di paglia di Signa.

### Arte
Ricco è il patrimonio artistico e culturale a Signa, città che ha ospitato ed è stata il luogo di nascita per vari artisti nel corso dei secoli. Vari sono gli affreschi realizzati nelle chiese di Signa e di particolare valore e importanza a livello culturale e religioso sono le opere presenti nella città.
Nel Novecento sono importanti in ambito artistico alcune personalità che a livello artistico diedero lustro a Signa. Tra questi ci furono Alimondo Ciampi, che dedicò gran parte delle proprie opere all'universo femminile e di cui alcune sculture sono ora visibili nei pressi dei giardini comunali di Piazza della Repubblica a Signa, Bruno Catarzi, Giuseppe Santelli, Raffaello Fossi ed Alvaro Cartei. Di quest'ultimo è l'immagine della Beata Giovanna nel tabernacolo all'imbocco di Via dei Renai e il dipinto San Miniato del 1992.

#### Dal Duecento al Quattrocento
Le testimonianze pittoriche del territorio signese giunte fino ad oggi sono solo una minima parte della produzione artistica dell'epoca. Gran parte delle opere consistevano in superfici affrescate e in tavole a fondo d'oro, per la maggior parte andate perse o consumate col passare del tempo, ad eccezione di alcuni tabernacoli e di alcune opere del Maestro di Signa. Molti degli artisti chiamati ad affrescare le pareti interne ed esterne delle chiese signesi erano già affermati e conosciuti nelle loro città di origine, tra cui Firenze che attraverso il suo influsso politico-amministrativo in gran parte condizionò le scelte artistiche a Signa.

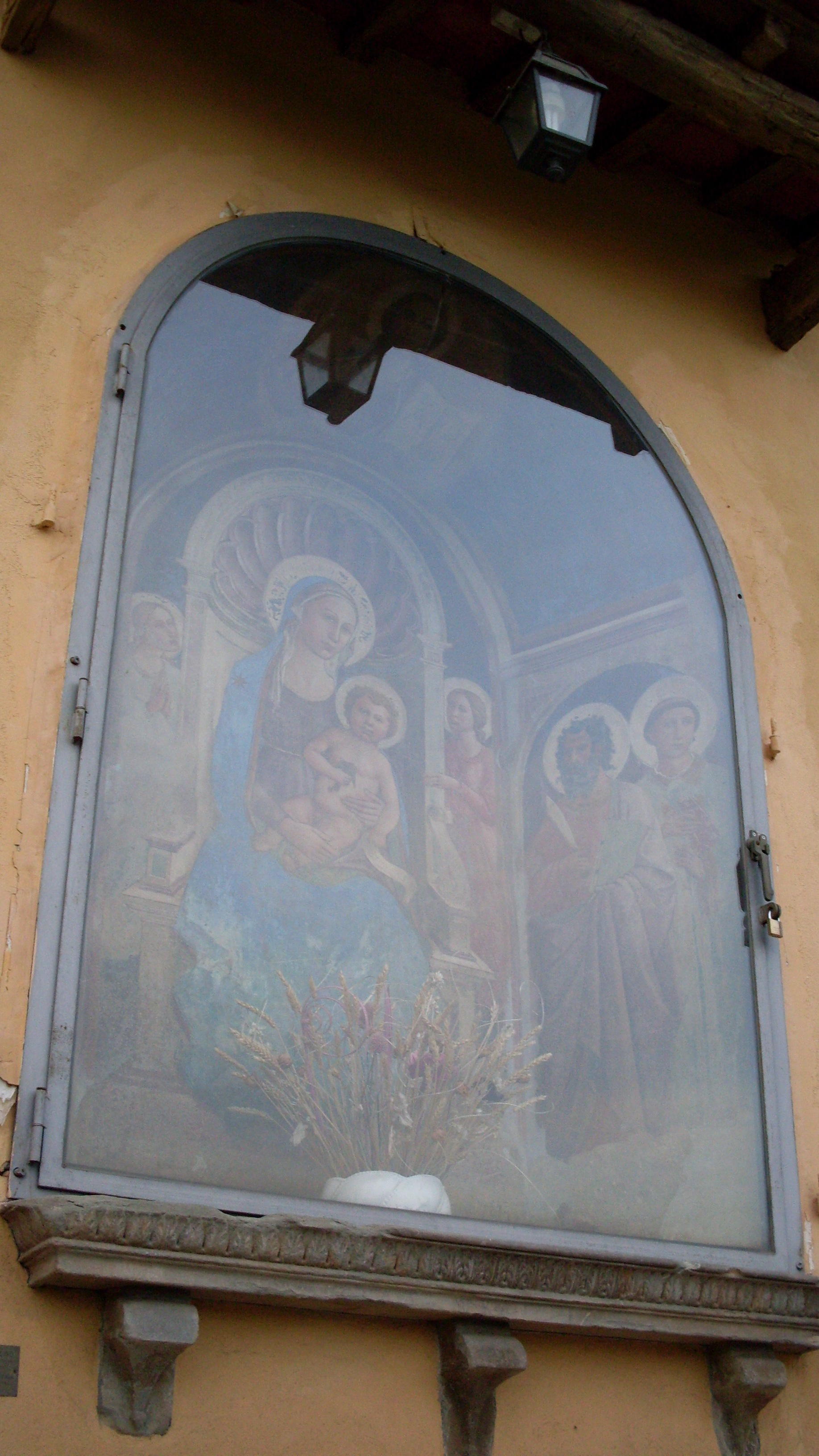
Tabernacolo di Benedetto Michelino in Via dell'Edera

Parte di quella produzione artistica tutt'oggi rimasta, che comunque conta quantitativamente e qualitativamente un vasto numero di opere, è oggi visibile tra le principali chiese del paese. All'interno della chiesa di Santa Maria in Castello rimane una parte della Crocifissione, su cui dal 1971 al 1973 sono stati effettuati degli interventi di restauro, originariamente attribuita a Cimabue come affermò nel 1806 il priore dell'epoca, tale Giannini. Tra i critici moderni vengono seguite due correnti contrastanti: c'è chi sostiene l'illustre paternità e c'è chi sostiene che sarebbe attribuibile ad un autore vissuto all'ombra sia di Cimabue sia di Giotto.
Altre opere importanti sono gli affreschi trecenteschi di Pietro Nelli presenti nella Pieve di San Lorenzo raffigurati tra il 1365 e il 1370 sulla parete destra della chiesa di cui il più importante è San Lorenzo e le anime del Purgatorio con riferimento alle fonti agiografiche che indicherebbero come alla sua morte San Lorenzo sia disceso agli Inferi e poi salito al Paradiso. Altri affreschi di grande importanza culturale sono quelli presenti nella chiesa di San Giovanni Battista, attribuiti al Maestro di Signa e al Maestro del 1441 che raffigurarono, il primo sulla parete sinistra e il secondo su quella destra, i miracoli attribuiti alla Beata Giovanna. Secondo la critica, per quanto riguarda il Maestro del 1441, venne usato negli affreschi uno stile arcaico nonostante l'artista avesse realizzato ottime scene dal punto di vista narrativo. Per il Maestro di Signa, invece, venne rinnovato lo stile rimanendo, comunque, fedele alla visione popolare delle immagini sacre.
Attribuiti al Maestro di Signa ci sono vari tabernacoli visibili oggi lungo le strade del centro storico del paese.
Per quanto concerne la produzione scultorea fu di gran lunga quantitativamente inferiore a quella pittorica. Di epoca medievale sono poche le sculture presenti nel territorio signese, poiché è possibile citare solo alcuni rilevi murari, per lo più identificabili con bassorilievi, raffiguranti contesti religiosi. Unica importante opera di questo periodo fu il fonte battesimale della pieve di San Giovanni Battista, attribuita alla bottega di Benedetto da Maiano secondo i precisi segni di stile utilizzati. Un'altra scultura importante fu quella commissionata a Luca della Robbia per lo stemma di Signa del 1446.

#### Dal Cinquecento all'Ottocento
La produzione pittorica che va dal Cinquecento all'Ottocento, seppur cospicua, è qualitativamente inferiore a quella medievale. Nel Cinquecento furono privilegiati gli orientamenti culturali e stilistici dell'arte fiorentina dell'epoca e in particolar modo l'arte di Raffaello, il Manierismo, le inflessioni più devote alla Controriforma e al tardo barocco come testimoniato sia dalla Madonna col Bambino e San Giovannino, sia dall'Annunciazione, entrambe della pieve di San Lorenzo, sia da altre opere sempre prettamente di carattere religioso. La produzione artistica del Seicento, invece, fu rappresentata a Signa da vari artisti di valore. Prima fra tutti è la tela attribuita a Sigismondo Coppacani raffigurante l'Adorazione dei Magi del 1617 originariamente eseguita per la chiesa fiorentina di San Baldassare e poi, nel 1809, acquistata dal priore Gaetano Giannini, già citato in precedenza. Anche la produzione artistica del Settecento e Ottocento ebbe a Signa rappresentanti della pittura di notevole, attraverso opere che dimostrarono il forte legame che la città aveva con la propria patrona, Giovanna da Signa. Tra le più importanti ci sono due dipinti commissionati nel 1775 e raffiguranti Il miracolo della grandine e La morte della Beata Giovanna.
Per la scultura poche furono le opere pervenute e di cui si ha traccia. L'unica importante fu il bassorilievo presente nella chiesa di San Mauro, in cui veniva rappresentata la Madonna col Bambino. I resti del bassorilievo sono stati ricomposti solo ultimamente come erano in origine, soprattutto perché alcuni di questi furono staccati e rivenduti a collezionisti.

#### Il Novecento
Questo periodo storico fu caratterizzato da un cambiamento nella produzione artistica: la pittura lasciò posto alla scultura e, in particolar modo, all'artigianato. Le figure principali a cui ci si riferisce:

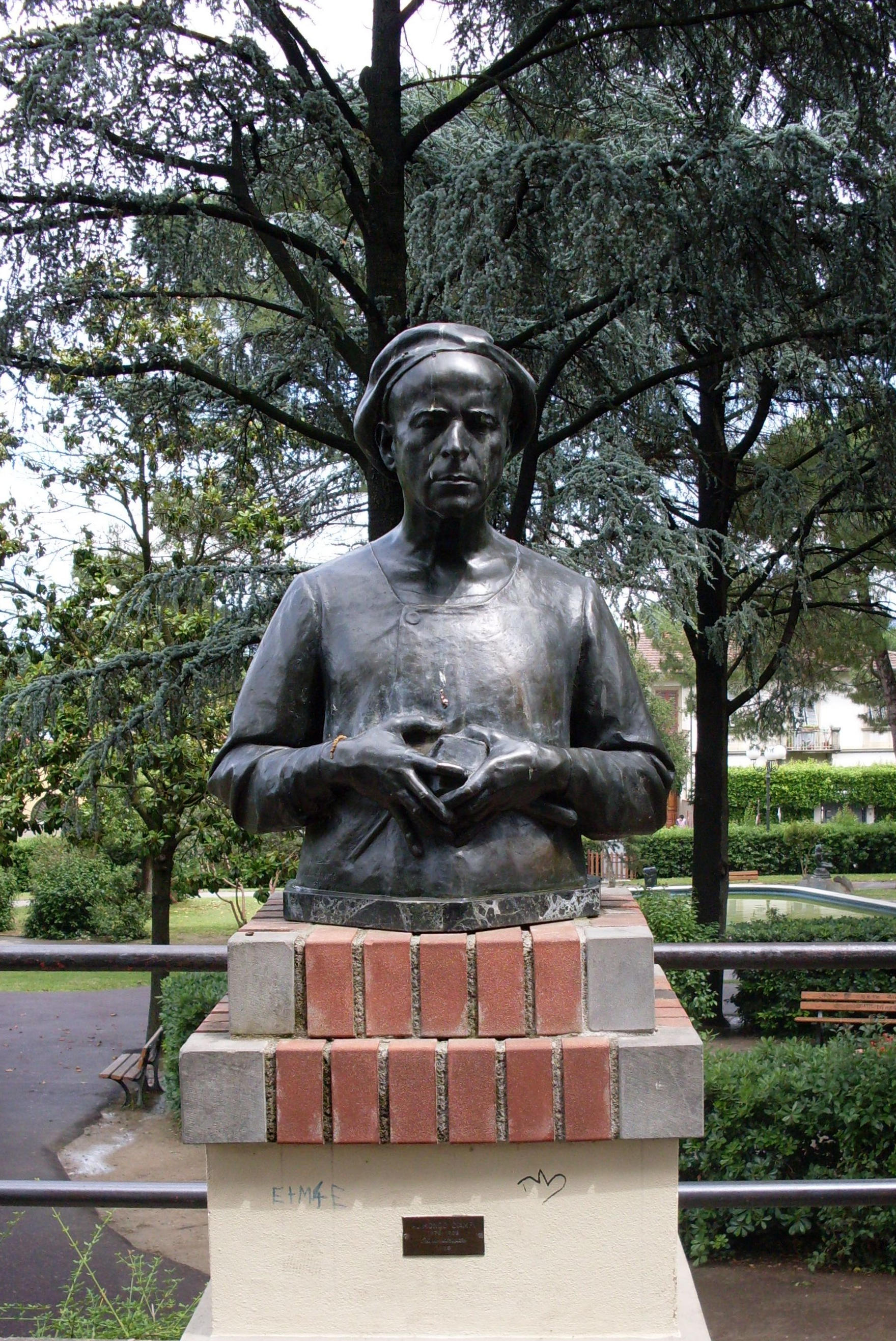
Statua di Alimondo Ciampi in Piazza della Repubblica

- Alimondo Ciampi, pittore e scultore, (1876-1939)
- Giuseppe Santelli, pittore e scultore, (1880-1956)
- Bruno Catarzi, scultore, (1903-1996)
- Alvaro Cartei, pittore e ceramista, (1911-1995)
- Raffaello Fossi, pittore, (1928-1962)

Le maestranze signesi riuscirono a diventare famose anche nel mondo, non solo quindi a livello locale, rinnovando l'interesse per l'elezione di Firenze e della Toscana come principale centro artistico d'Italia. Un ruolo fondamentale venne giocato dalla Manifattura di Signa di cui alcuni degli artisti citati poco più sopra notevole parte. Signa divenne il principale centro di produzione artigianale dell'area fiorentina, ruolo che successivamente gli ha valso l'appellativo di Città della Paglia.

Tra gli artisti maggiormente annoverati ci fu Alimondo Ciampi, che fin da giovane iniziò la sua attività artistica, soprattutto di scultore. Tra le opere principali ci furono Piedino Ferito, Formica, Abbandonata, Piccola Bagnante, La morte di Ofelia e Bagnante al sole, tutte sculture dedicate all'universo femminile, cui Ciampi tributò un grande omaggio. Importanti furono le opere di Bruno Catarzi, inizialmente formato da Oreste Calzolari, direttore artistico della Manifattura di Signa di Camillo Bondi (dove operarono con modelli importanti artisti oltre a scultori signesi come Pietro Santelli e il figlio Giuseppe). Di notevole rilevanza artistica per Signa era il legame tra Giuseppe Santelli e l'allievo Alvaro Cartei, soprattutto nella pittura. Come Marco Moretti scrisse ne Le Virtù del segno
Nel Novembre del 2023, Signa è stata la location della serie televisiva Netflix su il Mostro di Firenze per la regia di Stefano Sollima. Le riprese hanno interessato il centro cittadino e le zone limitrofe, ripercorrendo le vicende di Barbara Locci e Carmelo Cutrona, i due amanti barbaramente uccisi in zona Castelletti. Le riprese svolte per lo più di notte sono durate più di una settimana.

### Cinema e Teatro

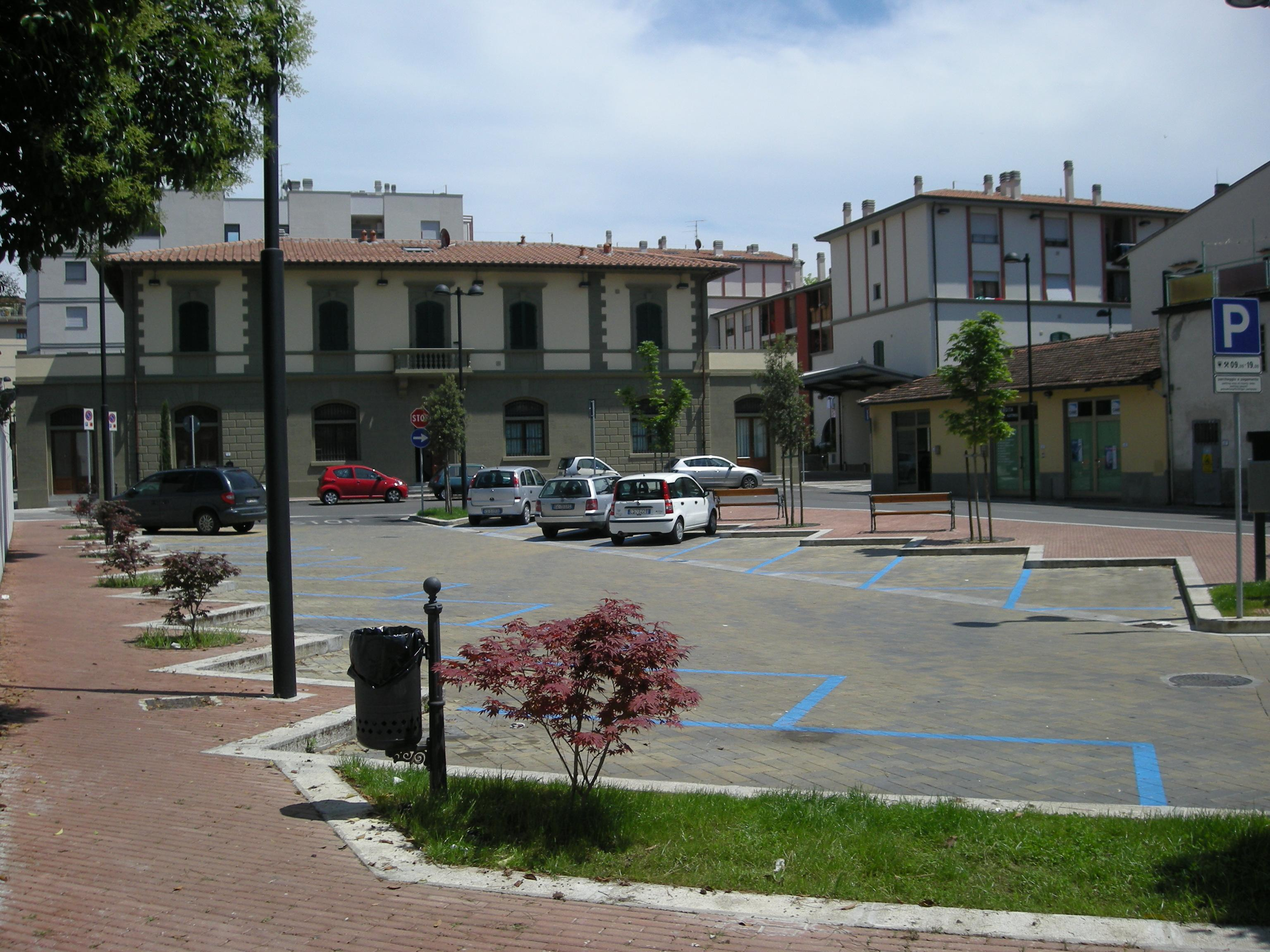
Piazza Ugo Pratelli

In passato erano presenti a Signa 3 cinema che nel corso degli anni sono andati in fallimento o sono stati demoliti. Dove sorgeva il Cinema Odeon è stata costruita una zona residenziale ed il nuovo centro per l'arte contemporanea signese Officina Odeon 5, mentre al posto del vecchio Cinema Centrale è presente una piazza intitolata a Ugo Pratelli che rientra nel progetto di rivalutazione della zona detta La Costa.
È di recente costruzione la Sala Blu di Via degli Alberti, piccolo teatro in cui vengono svolti eventi di vario tipo tra cui: rappresentazioni teatrali, concerti, cineforum e recite scolastiche. Nella vicina frazione di San Mauro a Signa si trova il Teatro-Cinema Lux.

### Musica
Signa è citata molte volte nell'opera Gianni Schicchi di Giacomo Puccini con citazione dei "Mulini di Signa", oggetto della contesa dell'eredità tra parenti, su cui è incentrato il tema dell'opera.
A Signa sono presenti due compagnie musicali; il Corteo Storico, e il gruppo della "Filarmonica Giuseppe Verdi di Signa APS". Entrambi vengono utilizzati sia nelle principali manifestazioni del paese sia in altri contesti.

### Cucina
La cucina signese è inevitabilmente legata a quella toscana e ad alcune ricette tipiche locali come la famosa ribollita, minestrone composto da pane e ortaggi vari. Particolarmente interessante è la cucina medievale signese, riproposta annualmente durante un banchetto medievale, per cui vengono realizzati alcuni tra i più importanti cibi e bevande del Medioevo come, ad esempio, il vino fruttato.

### Eventi
Durante tutto l'anno, a Signa ci sono varie manifestazioni culturali che coinvolgono l'intera cittadinanza. Si tratta soprattutto di feste religiose di grande importanza per l'intera comunità signese, poiché strettamente legate alla storia e alla cultura del paese e soprattutto al Medioevo e al culto della patrona di Signa, la Beata Giovanna.

#### I quattro "popoli" di Signa
Signa anticamente era divisa in quattro "popoli", delle vere e proprie contrade come a Siena, che hanno preso successivamente i nomi dalle quattro chiese del centro storico, principali punti di incontro della Signa medievale.
I quattro "popoli" della comunità signese sono rispettivamente San Lorenzo, San Giovanni Battista, San Miniato e Santa Maria in Castello.

#### Il corteo storico di Signa
Il Corteo Storico di Signa è nato dalla volontà di alcuni cittadini signesi durante la seconda metà del Novecento, con l'intenzione di riproporre le usanze e i costumi medievali che avevano segnato la storia del paese ed è costituito specialmente dai gruppi di volontari, che hanno come unico scopo quello di sfilare per rappresentare la propria comunità.
Nel corso degli anni questa iniziativa ha avuto grande successo tra i cittadini ed è cresciuta la passione per il Corteo. Molti sono stati e sono tutt'oggi le persone che vogliono sfilare nelle feste del paese, specialmente i più piccoli.
Nel Corteo viene rappresentata la comunità signese del Trecento, con costumi medievali che raffigurano le caratteristiche della società dell'epoca: un esempio sono le pastorelle, come simbolo dell'attività contadina e del feudalesimo, e le cosiddette "trecciaiole" cioè le lavoratrici della paglia, simbolo di Signa.
Importante è il gruppo di musici del Corteo, composto dalle chiarine, che suonano un particolare tipo di tromba chiamata appunto chiarina, e daitamburi di grande importanza poiché tra i primi a formare il Corteo Storico. Gruppi come quello dei tamburi e delle chiarine riscuotono molto successo durante le sfilate.
Proprio questi due gruppi sono quelli che rappresentano il Corteo non soltanto per le feste del paese ma anche in altre manifestazioni religiose e culturali della Toscana. Durante gli anni ottanta hanno avuto l'onore di sfilare in un angelus di Papa Giovanni Paolo II e nel 1995 assieme a tutto il Corteo Storico hanno sfilato in Francia a Maromme, città gemellata con Signa.

#### La Festa della Beata Giovanna
La manifestazione più importante di Signa è senza dubbio la "Festa in onore della Beata Giovanna", durante la quale viene celebrata solennemente la patrona in tre dei principali giorni della religione cristiana: la Pasqua, il lunedì di Pasquetta e il martedì dell'Annunciazione del Signore.

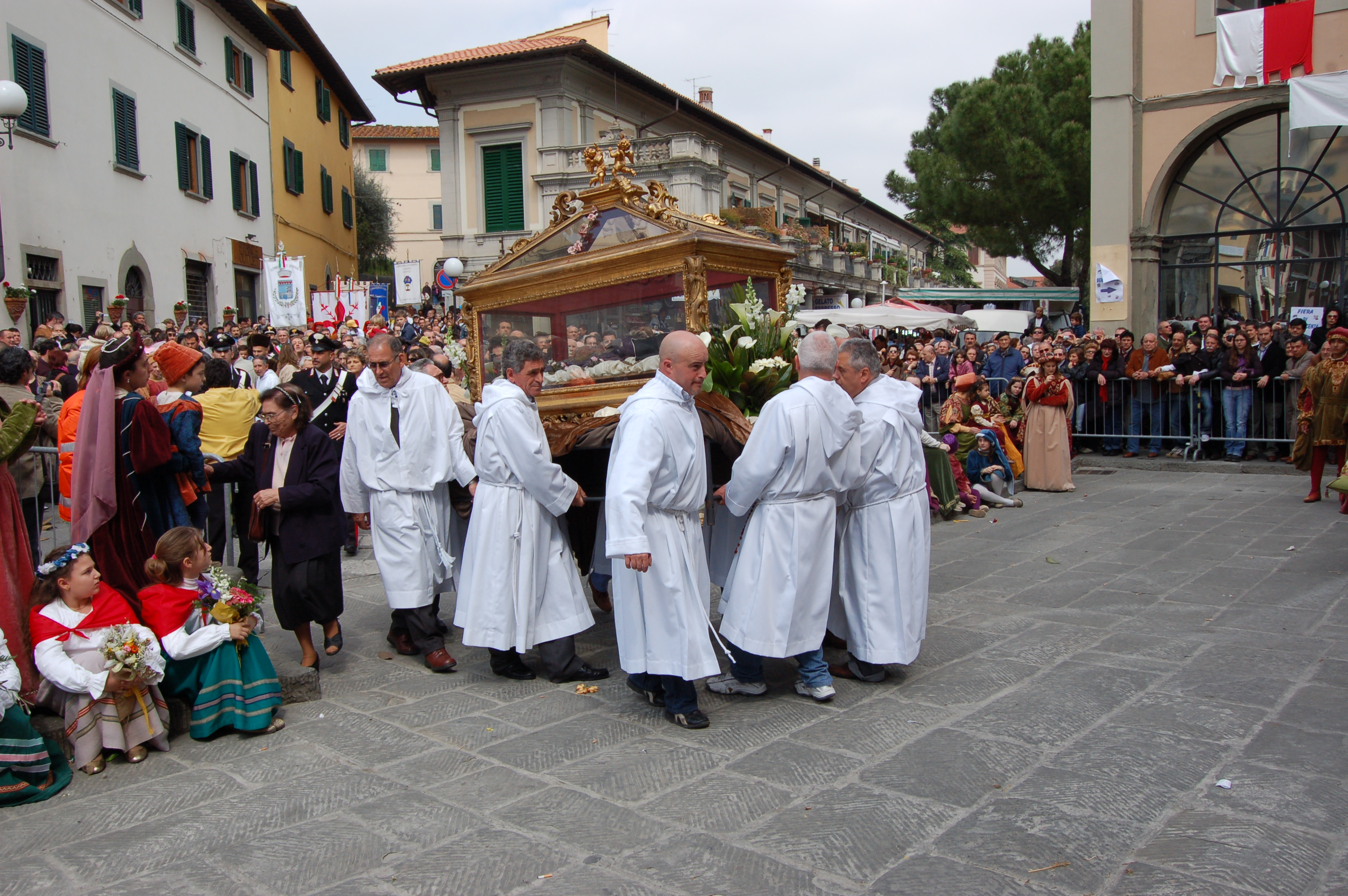
Il feretro della Beata Giovanna durante la festa

- Il giorno di Pasqua: nella sera del giorno di Pasqua una parte del Corteo Storico del paese, specialmente i musici e i portabandiera, sfilano in abiti medievali nel tratto di strada tra le chiese più importanti del paese, la pieve di San Lorenzo e la chiesa di San Giovanni Battista, dove è conservata l'urna della santa patrona.

In questa sera inizia la celebrazione della cosiddetta Beata, ribattezzata così dai cittadini, precisamente con l'apertura dell'urna dove è conservato ancora intatto il corpo della Santa patrona che nei giorni a seguire verrà esposto al pubblico nella chiesa di San Giovanni Battista.
- Il lunedì di Pasqua: questo è il più importante dei tre giorni poiché l'intera comunità signese partecipa alla celebrazione della Beata Giovanna. Il caratteristico corteo sfila lungo tutte le strade del paese, con una viva e appassionata partecipazione di tutta la comunità, da adulti a bambini, con vestiti pregiati, riedizioni di abiti caratteristici e il gruppo dei musici che suona lungo tutto il percorso.

In seno al Corteo Storico viene condotto presso la "Pieve di Signa" un ciuchino recante un neonato vestito da angelo in segno di riconoscenza alla Beata Giovanna della sua amorevole attenzione nei confronti dei bambini.
Inizialmente il corteo viene diviso in quattro gruppi che parte ognuno da quattro delle più importanti chiese di Signa: la pieve di San Lorenzo, la chiesa dove anticamente si ritiene che ci fosse la casa della “Beata” e le chiese di Santa Maria in Castello e di San Miniato. Durante la sfilata i quattro gruppi si incontrano formando un suggestivo corteo che attraversa tutte le principali vie di Signa per poi giungere davanti alla chiesa di San Giovanni Battista ove viene celebrata la santa patrona con la solenne benedizione imposta dal parroco di questa chiesa.
- Il martedì di Pasqua: questo è il terzo ed ultimo giorno della festa che prevede, durante tutto il pomeriggio, la benedizione dei bambini nelle principali chiese di Signa e, in serata, la chiusura dell'urna con una brave sfilata del corteo e la solenne messa.

#### Festa Medievale di Signa

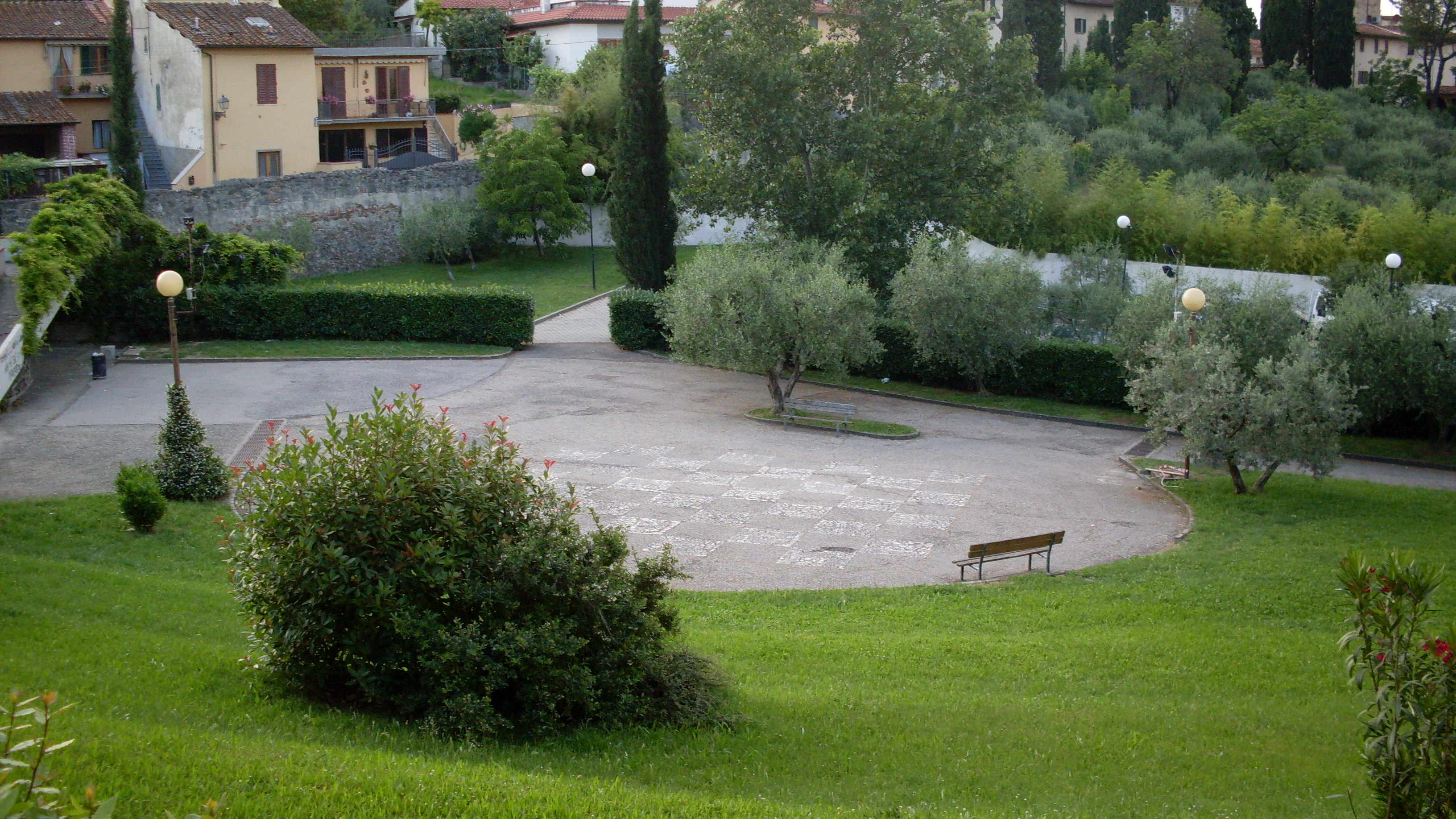
I giardini dell'Edera ospitano sia il banchetto medievale sia il Palio degli Arceri

A settembre la comunità signese si ritrova per un'altra importante manifestazione culturale che prevede un suggestivo mercato medievale nel centro storico del paese. Fino al 2014, inoltre, si è tenuto il “banchetto medievale”, un vero e proprio banchetto in cui vengono servite portate tipicamente medievali, specialmente della cucina del Trecento. Dal 2015 cambia nome in Signa è Fiera, manifestazione tematica che oltre ad includere le rievocazioni storiche è itinerante con mercati e dimostrazioni interattive. In particolare il tema scelto per l'anno 2015 è "Terra ed Acqua: alimenti per la crescita" collegato alla partecipazione di Signa ad EXPO 2015 avvenuta lo stesso anno.
Negli anni successivi la denominazione torna a quella originaria, mantenendo la connotazione storica e rievocativa della festa tradizionale.

#### Il Carnevale di San Mauro
Un'altra manifestazione è il carnevale di San Mauro che si svolge appunto nell'omonima frazione di Signa e che da anni attira migliaia di persone, giunto alla sua ennesima edizione, grazie soprattutto al supporto di volenterosi paesani.

## Geografia antropica

### Urbanistica
Il paese di signa è composto da una parte bassa di costruzione "recente" che si è sviluppata principalmente nel secondo dopoguerra e a seguito del boom economico, la parte più alta chiamata "castello" formatosi intorno all'anno 1000 si trova arroccata sulla collina nucleo della città nel periodo medievale.

#### L'asse viario medievale

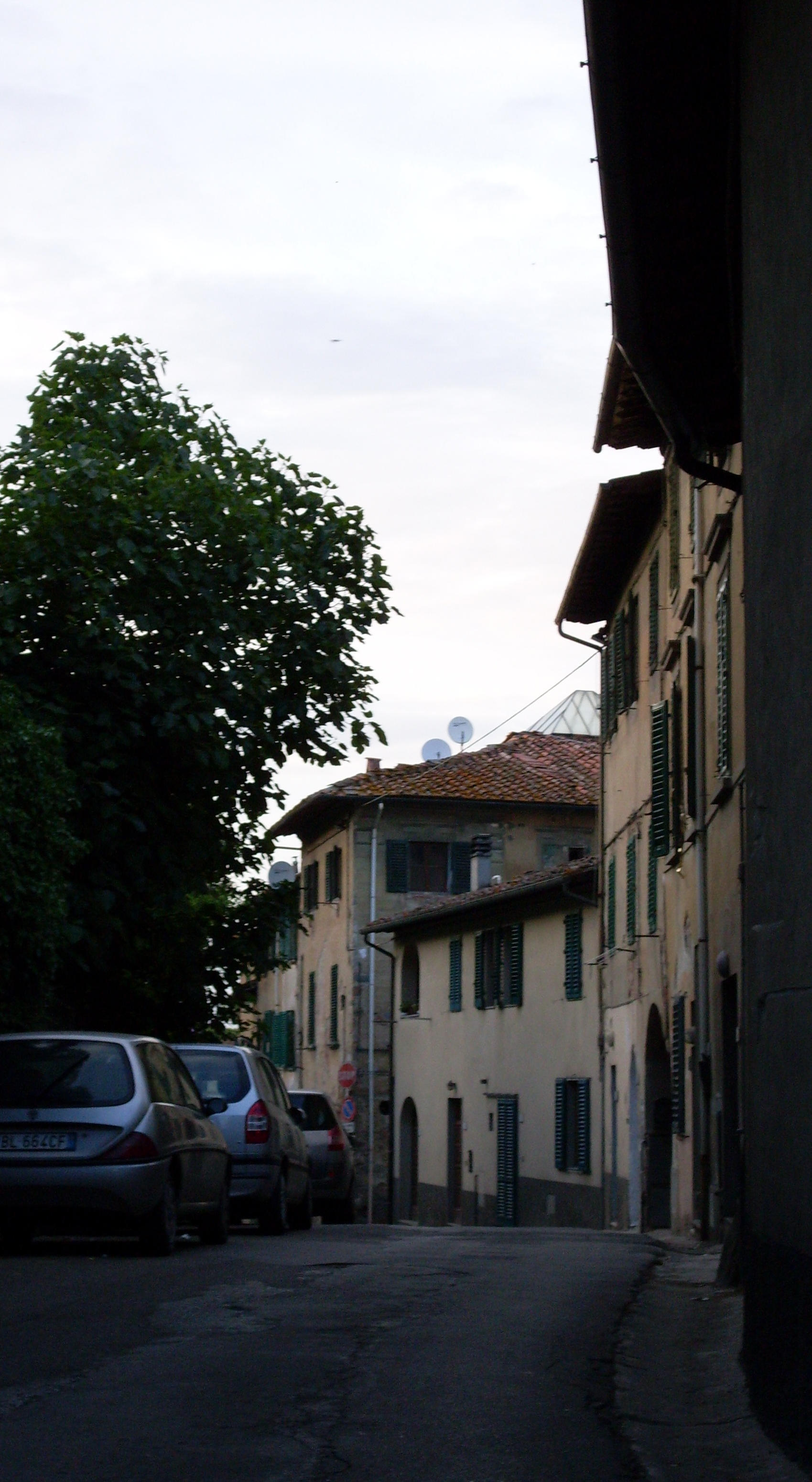
Via Beata Giovanna

L'antico asse viario signese venne costruito in funzione del Castello, fulcro della vita sociale del Medioevo a Signa. È evidente come la direttrice sulla quale è sorto il centro storico cittadino sia a forma di curva, costituita da due delle principali vie che mettevano in comunicazione il Castello con i paesi circostanti. La prima via principale si dirigeva dall'attuale zona dei Colli Alti fino all'attuale Via Beata Giovanna e alla chiesa di San Lorenzo per poi innalzarsi lungo l'attuale Via degli Alberti e giungere presso la chiesa di San Miniato ove la strada si divideva in direzione del borgo di Lecore e della Villa medicea di Artimino mentre la seconda via era quella che collegava il Castello direttamente con il Ponte di Signa.

#### L'assetto urbanistico nel Novecento e di Oggi

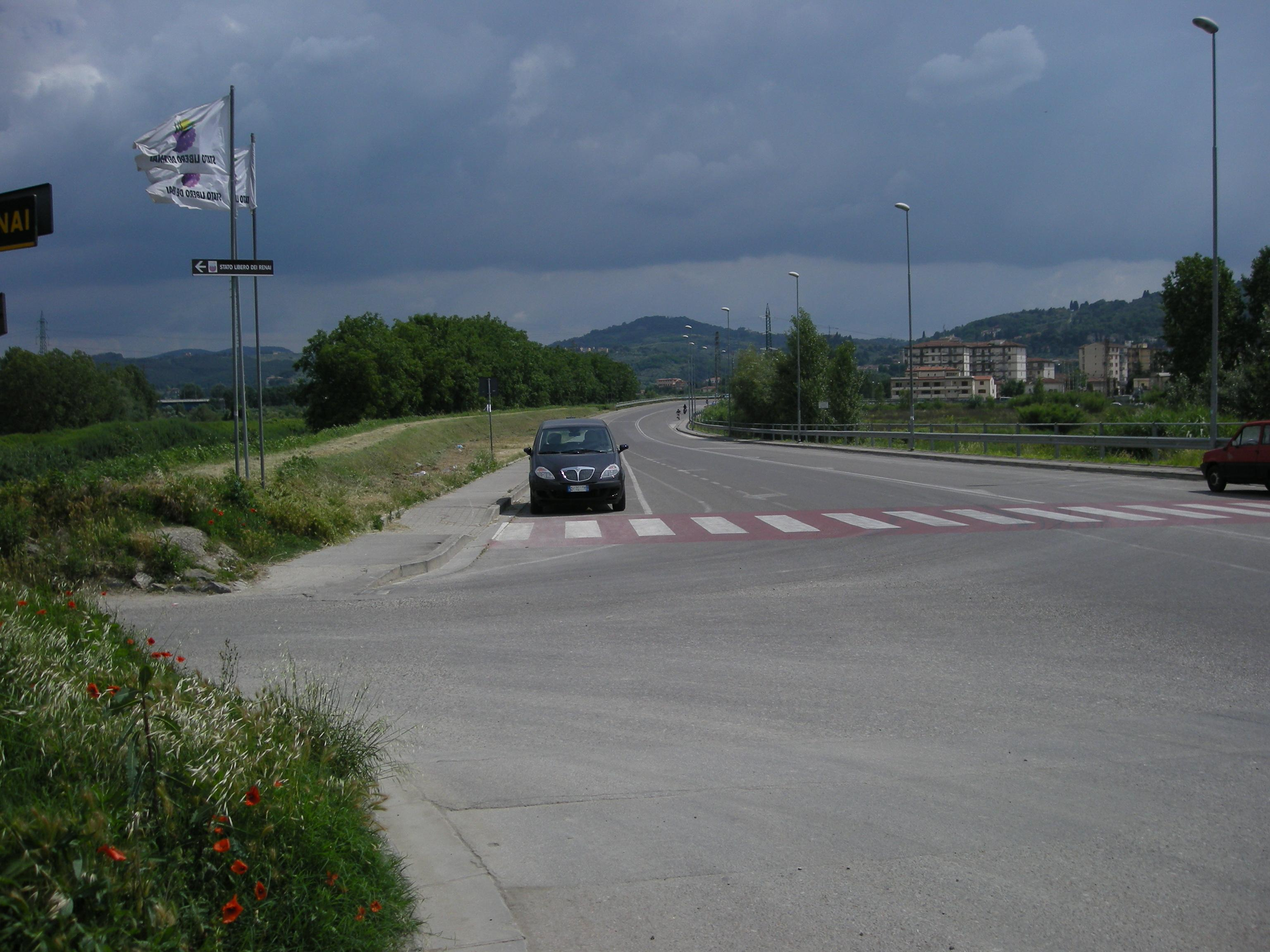
Via dell'arte della paglia

Nel corso del Novecento furono avviate varie opere di ammodernamento della città, tutte progettate rivolgendo grande attenzione all'estetica e alla funzionalità dei progetti stessi. Grazie ad un'economia solida, all'inizio del secolo furono costruiti Via Roma, Piazza della Repubblica, la Scuola Elementare, il Palazzo Comunale e la Cappella dei Caduti nel cimitero di San Miniato.
Negli anni cinquanta fu costruito il Ponte Nuovo sull'Arno inaugurato dal Ministro dei lavori pubblici dell'epoca, Umberto Tupini e furono realizzate nuove strade come Via XX Settembre per sostenere la viabilità di quel tempo.
Durante la giornata Signa è molto trafficata, presentando nelle ore di punta forti congestionamenti del traffico veicolare. Il territorio infatti risulta un punto nevralgico di infrastrutture viarie dell'area a sud-ovest di Firenze, il Ponte di Signa è l'unico ponte di una certa importanza tra Firenze ed Empoli e per la strada statale 67 Tosco Romagnola di cui si serve lo svincolo della FI-PI-LI di Lastra a Signa. L'inadatta rete stradale urbana cittadina delle Signe, la zona del ponte in particolare, si fa carico quindi di circa 24000 veicoli in transito al giorno, assumendo con il passare degli anni "caratteristiche di viabilità sovra-comunale, essendo l’unica possibilità, in prossimità della città di Firenze, di collegamento tra le due rive dell’Arno. Proprio dall’inadeguatezza della struttura di questo ponte e della viabilità locale a ricevere le attuali richieste di traffico veicolare, è nata la necessità di realizzare un nuovo tracciato stradale".
Dopo che fin dai primi anni 1970 si fece largo l'ipotesi di un nuovo ponte sull'Arno che fungesse da bypass per i centri cittadini di Signa e di Lastra, al fine di rimediare al forte congestionamento del traffico urbano, la Regione Toscana finanziò nel 2006 la progettazione della cosiddetta Bretella autostradale Lastra a Signa-Prato - tra l'autostrada A11 Firenze-Mare e lo svincolo di Lastra a Signa della Strada di grande comunicazione Firenze-Pisa-Livorno. In seguito alla rescissione del contratto tra Regione e consorzio costruttore, a causa dell'eccessivo costo dell'opera, dei 30 milioni di euro già spesi per la progettazione e presentazione della bretella solo 1,2 milioni sarebbero stati restituiti all'ente pubblico, generando non poche polemiche sulla pessima organizzazione.
La "Bretellina Lastra-Indicatore", un nuovo progetto di bypass del 2017, avrebbe dovuto recuperare parte del progetto della vecchia bretella al fine di collegare lo svincolo della FI-PI-LI alla rete stradale extraurbana presso l'Indicatore al confine tra Signa e Campi Bisenzio. L'opera avrebbe dovuto essere formata da tre cavalcavia principali: il primo chiamato "Ponte del Giglio" con una struttura strallata ed il pilone a forma di giglio stilizzato, che superasse Arno e ferrovia Leopolda; gli altri due sul principale lago della cassa di espansione dei Renai e sul Bisenzio. Anche quest'ultima variante tuttavia saltò a causa dell'interferenza con nuove opere di compensazione per lo sviluppo dell'aeroporto di Firenze-Peretola previste nella zona del parco dei Renai a Signa, comprendenti un'oasi naturale con un ulteriore lago e zona umida sull'altra sponda del Bisenzio.
Un ennesimo più piccolo progetto presentato a marzo 2019 mantiene, traslato più a valle, solo la porzione di tracciato del "Ponte del Giglio" attraversante Arno e ferrovia. Il cavalcavia avrebbe collegato lo svincolo di Lastra della FI-PI-LI al parco dei Renai di Signa, anziché giungere diretto fino al confine con Campi Bisenzio come previsto dalla bretella precedente. L'avvio dei lavori del primo lotto del ponte fissato per il 2022 è stato poi posticipato al 2024. Quest'ultimo slittamento fu causato dalla riprogettazione del ponte stesso richiesto dalla Soprintendenza di Firenze a cui si aggiunse con l'occasione la realizzazione di una zona umida e il potenziamento della cassa di espansione per la sicurezza idraulica delle signe. Per la realizzazione dell'opera è prevista la spesa di 49,9 milioni di euro.
Il ponte "Ponte dei Renai" in costruzione tra via arte della paglia e il parco dei Renai avrà due piste ciclabili (una per senso di marcia) e dovrà soddisfare il traffico dello svincolo autostradale di lastra a signa.

#### Le principali vie oggi
- Via Roma: è il principale asse viario di Signa che si estende per 1,80 km che prosegue a nord, nella zona dell'Indicatore, per Via dei Colli mentre a sud è collegata con Ponte a Signa. Negli ultimi anni, per ridurre il traffico presente sulla via, è stata modificata la viabilità prima attraverso l'applicazione di un solo senso di direzione e poi riqualificando l'intera via costruendo una pista ciclabile e piantando arbusti per fare in modo che i mezzi trafficanti in via roma passerebbero in via arte della paglia diminuendo il traffico, lo smog e il rumore che oggi c'è in via roma.
- Via Arte della Paglia: è il secondo asse viario più importante e si sviluppa parallelamente a Via Roma, è stata costruita per smaltire il traffico della stessa, per collegare il centro cittadino con il Parco dei Renai. In futuro è programmata la costruzione di un nuovo sottopasso ferroviario nel lato sud della via rimasto incompiuto per molti anni e nel lato nord è programmata la costruzione del proseguimento della via andando a creare un collegamento con la rotonda dell'indicatore rimasto anch'essa incompiuta da altrettanti anni.

### Frazioni

#### Lecore
È situata a nord-ovest di Signa, nei pressi di Villa Castelletti, e si trova a 40 m di altitudine. Formata da 250 abitanti è rimasta, come per San Mauro a Signa, un piccolo centro abitativo costituito da una manciata di case e la Chiesa di San Pietro a Lecore indirettamente dipendente da Signa. Importante è la sua vicinanza a Villa Castelletti in cui nell'agosto 1968 il mostro di firenze uccise crudelmente una coppia che si era appartata vicino all'impianto idrovoro castelletti.

#### San Mauro a Signa
L'etimologia del nome venne presa direttamente dal monaco benedettino san Mauro, vissuto attorno al 500. Rimasta per secoli un semplice grumolo di abitazioni, negli ultimi decenni ha visto un'importante crescita demografica raggiungendo circa 2 075 abitanti.

#### San Piero a Ponti
Viene ricordata per l'uccisione nel 1944 di tredici persone ad opera dei nazisti. In ricordo delle vittime è posta in Via dei Martiri, luogo dell'accaduto, una lapide commemorativa.

#### Sant'Angelo a Lecore
Di 453 abitanti e ad un'altezza di 36 m di altitudine, è suddivisa tra il comune di Signa e quello di Campi Bisenzio.

## Economia

### Economica storica

#### Dalle origini al Settecento
All'origine della sua fondazione il paese si sarebbe sviluppato grazie al terreno fertile, alla vicinanza al fiume Arno e al commercio. Rari sono i documenti scritti pervenuti a noi fino ad oggi riguardo all'economia dell'epoca romana, di cui si hanno notizie solo attraverso alcuni reperti archeologici. Differentemente sono varie le testimonianze risalenti all'inizio del nuovo millennio in cui venne descritto come a livello economico Signa stesse ottenendo una certa importanza nel territorio fiorentino. 

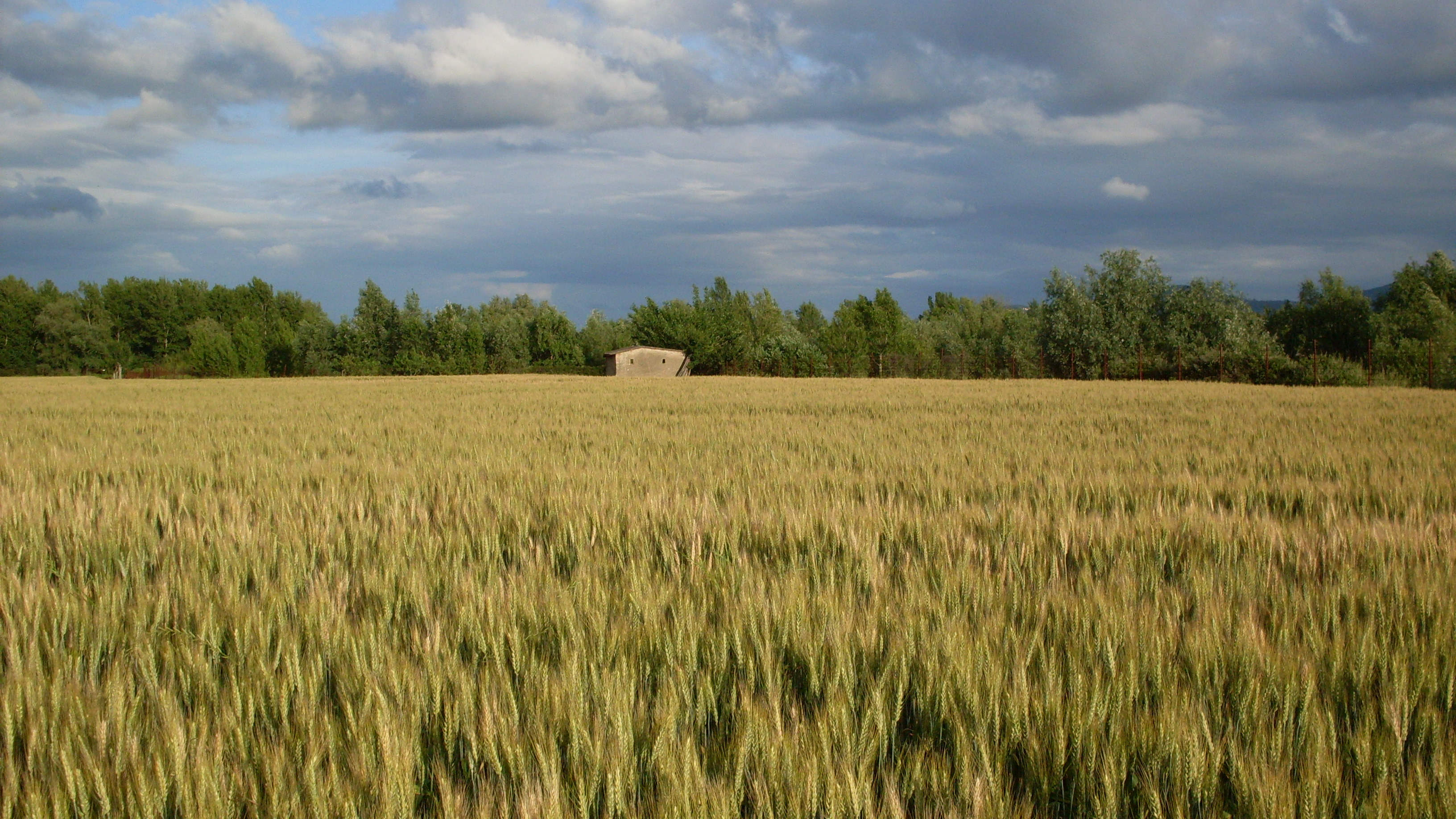
Un campo di grano a Signa

 Uno dei motivi principali di questa crescita economica viene riferito alla posizione strategica del paese e, in particolar modo, alla costruzione del ponte sull'Arno che, come già detto, era l'unica via di comunicazione tra Firenze e Pisa. Signa iniziò, quindi, a diventare importante come luogo di commercio, attraverso una costante crescita, che contribuì allo sviluppo sia urbano sia artistico-culturale. L'economia signese dell'epoca si basava principalmente sull'agricoltura, come anche altri paesi limitrofi, con tecniche di innovazione prevalentemente rurali. Col passare del tempo però iniziò a prevalere come produzione principale la raccolta e, soprattutto, la lavorazione della paglia come a livello artistico è stato dimostrato attraverso vari dipinti raffiguranti le trecciaiole, ovvero le raccoglitrici della paglia.
Tale prodotto ebbe una svolta decisiva nel Settecento con l'arrivo del bolognese Domenico Michelacci, il quale sperimentò nuove tecniche di lavorazione per ampliare la produzione del prodotto e rivenderlo in tutto il mondo.

#### Il Novecento: l'Arte e la dinamite

##### La Manifattura di Signa
Il Novecento segnò invece l'inizio della produzione artigianale di ceramiche e terrecotte. Importante fu infatti la fondazione della Manifattura di Signa che dagli inizi del secolo appena passato fino alla fine del secondo dopoguerra diede vita ad una crescente e costante economia artigianale. L'attività produttiva ebbe inizio nel 1895 per opera di Angelo e Camillo Bondi, che ripresero già il lavoro svolto in precedenza nella Società fornace di Signa appartenuta al primo dei due fratelli.
La posizione occupata dalla fabbrica a Signa nella zona de La Costa che si trova nei pressi del fiume Arno, fu sostanzialmente strategica vista la vicinanza con la stazione ferroviaria e quindi con la possibilità di trasportare più velocemente le merci in città come Pisa o Livorno.
Se i primi modelli consistevano in calchi di sculture celebri, nel corso di pochi anni la Manifattura signese riuscì ad ampliare la propria produzione presentando una serie di arredi per il giardino che ottennero un importante successo nelle esposizioni del 1896 e 1897 presso la Festa dell'arte e dei fiori a Firenze. Proprio queste mostre, di rilievo internazionale, permisero ai fratelli Bondi di lanciare i propri prodotti su vasta scala: numerose furono le partecipazioni a varie mostre, come quella del 1898 a Torino (nel'Esposizione generale di Torino) e vari furono gli ammiratori di tali opere che strinsero un forte legame di amicizia con i fratelli Bondi, come Gabriele D'Annunzio e Giacomo Puccini. Lo stesso poeta fu ospite per molte volte dei fratelli Bondi a Signa e acquistò vari oggetti d'arredo per la sua villa di Settignano. In particolar modo erano presenti riproduzioni di sculture di arte greca e arte rinascimentale, perfettamente abbinate tra loro, che testimoniavano quanto fosse importante per il poeta il proprio spirito di trasformazione psichica a cui si riferiva come principale obiettivo nelle sue opere a cavallo tra l'Ottocento e il Novecento.
Per la Manifattura di Signa fu importante la produzione di opere che riuscivano a coniugare l'arte classica e rinascimentale con quella più moderna. Ciò le valse ottime critiche e apprezzamenti da parte di giornalisti dell'epoca durante le varie mostre cui partecipava.
Furono fatte importanti commissioni da parte del tenore Enrico Caruso, che si valse a lungo delle opere dell'artista Giuseppe Santelli per la sua villa situata nelle vicinanze di Signa.
Della Manifattura di Signa venne scritto:
(Marion Henry Speilmann)
Non furono risparmiate, però, alcune dure critiche come avvenne durante l'Esposizione Mondiale di Sant Louis ove una piccola rappresentanza italiana fece parte subendo aspri commenti. Ma proprio attraverso questo tipo di mostre che la Manifattura di Signa riuscì a mostrarsi al pubblico internazionale tanto che numerose personalità di spicco a Washington richiesero le opere della manifattura per le proprie sontuose ville.
Con la morte di Camillo Bondi nel 1929, però, iniziò il periodo discendente della produzione della manifattura e conseguì poi al definito declino. Ciò fu dovuto ad un susseguirsi di varie gestioni che, pur riprendendo le tecniche dei fratelli Bondi, non ottennero grande successo. Dopo circa un decennio dalla morte del fondatore, nel giugno del 1940 la produzione passò alle famiglie Fantacci e Montecchi, che cercarono di risollevare la situazione economica della Manifattura con discreti successi i quali, nonostante tutto, non migliorarono la situazione. Tra il 1947 e 1952, passando alla contessa Pallavicini di Roma, si tentò un riammodernamento degli stabilimenti, che non ebbe effetti positivi: molti degli immobili della Manifattura dovettero essere venduti. Per questa situazione economica precaria la Manifattura di Signa fu costretta a chiudere nel 1952.
Solo nell'ultimo decennio questa attività è stata ripresa da alcuni artigiani locali che hanno contribuito a riportare in auge anche la produzione della paglia. Attualmente, oltre allo show-room di Signa, sono presenti due negozi della Manifattura a Firenze e a Roma.

##### La fabbrica di esplosivi

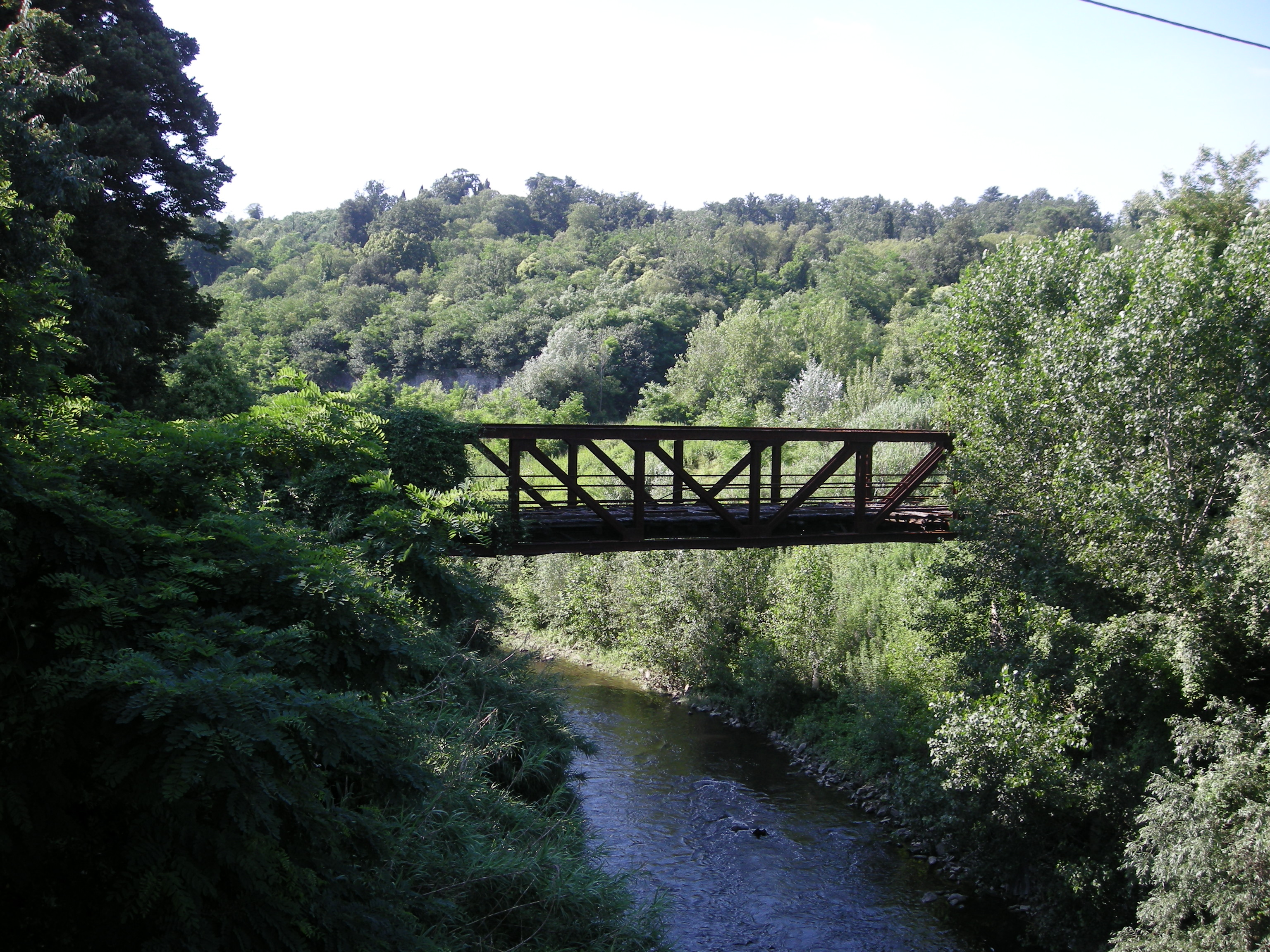
Il ponte ferroviario sull'Ombrone che collegava la fabbrica alla ferrovia Leopolda

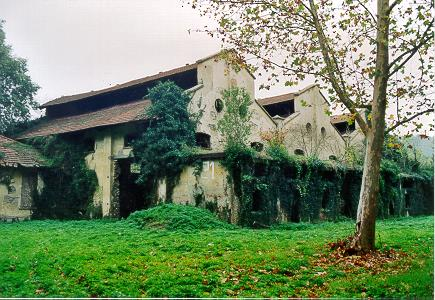
Uno dei tanti edifici all'interno del complesso "Nobel" a Signa

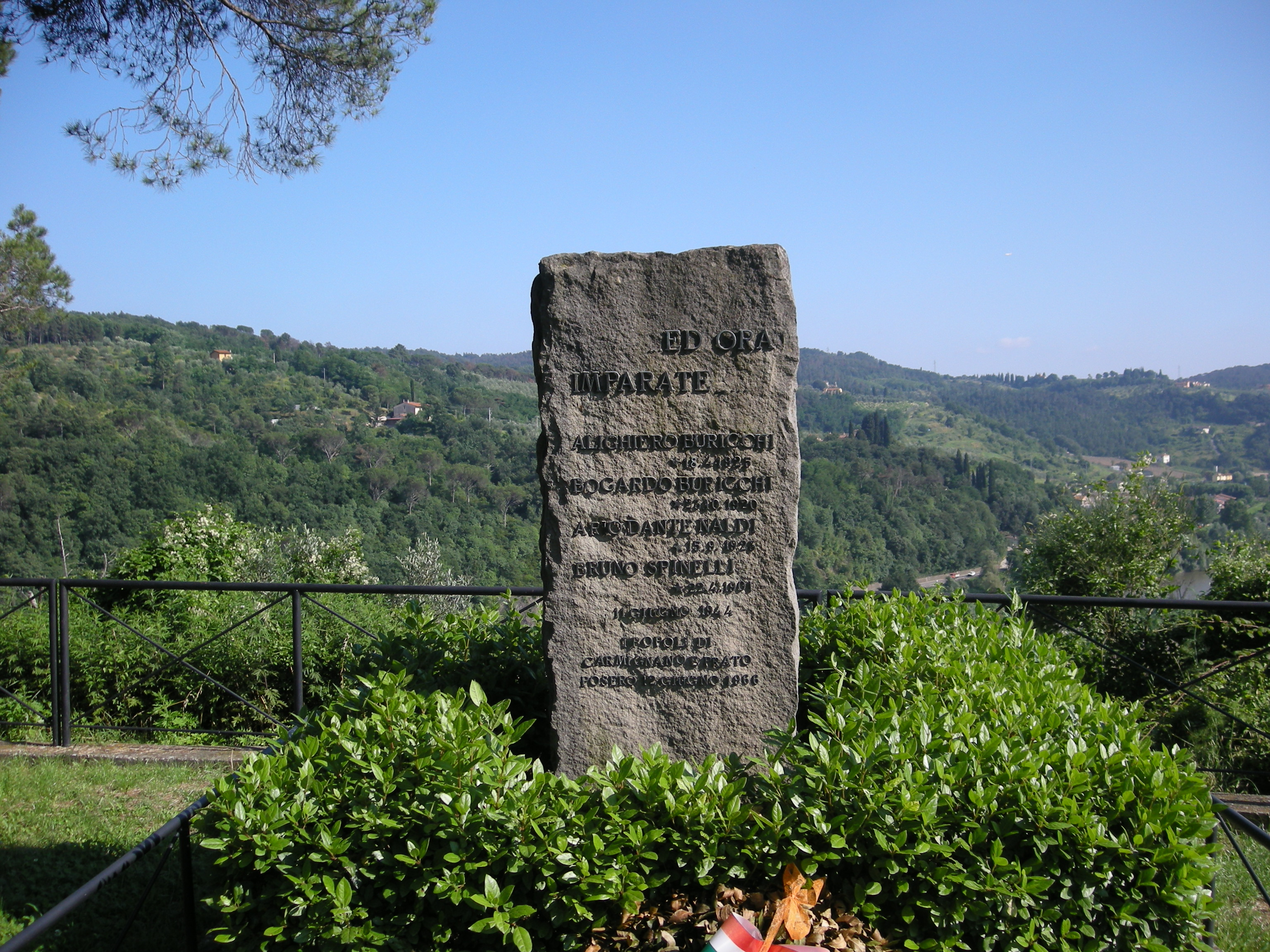
Il monumento ai caduti a Poggio alla Malva una frazione del comune di Carmignano in Provincia di Prato

Signa ha ospitato per buona metà del Novecento una fabbrica di dinamite che ha ricoperto un ruolo centrale nell'approvvigionamento dell'Esercito Italiano durante le due guerre mondiali.
In Italia era già presente una fabbrica di dinamite ad Avigliana di proprietà delle società di Alfred Nobel, ma presentava alcuni problemi: era troppo vicina ai confini nemici, aveva vecchi macchinari ed era stata vittima di alcune gravi esplosioni. Per questo fu deciso di costruire una nuova fabbrica in un sito che avesse migliori caratteristiche. L'ubicazione fu scelta alla confluenza dell'Ombrone nell'Arno, nei pressi del confine con Carmignano sulla strada per Comeana.
Proprio per la vicinanza con Carmignano, la sua stazione e la sua comunità, la fabbrica prenderà il nome di impianto di Carmignano, anche se si trovava nel territorio di Signa.
I motivi della scelta erano molti: una relativa vicinanza delle cave di pirite della Maremma e della Val di Cecina, la lontananza dalle coste marittime, in una posizione centrale rispetto allo Stato, il facile collegamento con il porto di Livorno tramite ferrovia (vicinanza con la stazione di Carmignano), le caratteristiche del luogo, isolato e circondato in buona parte dall'Ombrone che in quel punto forma un'ansa.
Il terreno, facente parte della tenuta agricola di San Momeo nella zona detta Il Pitto, fu acquistato nel 1912 e un anno più tardi iniziarono i lavori che furono imponenti: fu spostata la strada provinciale tra Signa e Comeana che transitava proprio dentro l'area prescelta per la fabbrica; fu di conseguenza costruito un nuovo ponte; venne impiantato il bosco in porzioni della collina, che invece erano coltivate a vigna, al fine di rendere l'impianto difficilmente individuabile dalle aviazioni militari che cominciavano a svilupparsi; furono costruiti solidissimi edifici, tracciate strade, viali e piazze, e scavate gallerie.
La produzione aveva caratteristiche esclusivamente belliche. Durante la prima guerra mondiale, lo stabilimento produsse principalmente esplosivi per le munizioni da cannone di grosso calibro: balistite e dinamite.
Dopo la Grande Guerra la fabbrica perse d'interesse per la proprietà e fu venduta nel 1925 alla Montecatini che dieci anni più tardi acquisì anche la Società Generale Esplosivi e Munizioni con la nascita della ditta Nobel-SGEM.
La Montecatini in periodo di pace utilizzò lo stabilimento anche per sperimentazioni agricole (in un'area scoperta dal bosco in riva all'Ombrone e anche in serra) e produzioni chimiche sperimentali.
Negli anni precedenti la seconda guerra mondialela fabbrica ebbe nuovamente un ruolo militare importante; riprese la produzione di esplosivi (sempre a base di nitroglicerina) e furono costruiti molti nuovi edifici e persino un trenino con piccoli vagoni che trasportavano il materiale tra i vari padiglioni e poi a valle fino alla ferrovia. Restano alcuni tratti delle rotaie che nell'ultimo tratto risultano collocati su tralicci di cemento armato, anch'essi aggrediti dalla vegetazione, come tante altre strutture edilizie.
Nel 1944 cadde in mano ai tedeschi che iniziarono a sfruttarla, da quel momento divenne oggetto di sabotaggi da parte dei partigiani: il più clamoroso avvenne l'11 giugno, quando venne fatto saltare un convoglio di otto vagoni carichi di tritolo, fermo su un binario morto, poco fuori dall'area dello stabilimento, alcune delle cui strutture furono danneggiate. Nell'immane scoppio fu distrutta la stazione ferroviaria, si creò un enorme cratere che rese inagibile per molto tempo i binari, furono scoperchiate delle case e persero la vita quattro dei partigiani che parteciparono all'azione, come ricorda una lapide posta a Poggio alla Malva (Carmignano) Prato.
Dopo la fine della guerra le commesse statali cessarono e iniziò il periodo di crisi che sfociò in licenziamenti di massa. Un ultimo tentativo di salvare la fabbrica fu quello di convertire la fabbrica alla produzione di fitofarmaci. Ma ormai era destinata alla chiusura che avvenne nel 1958. Dopo che nel 1964 lo stabilimento è stato bonificato dai residui degli esplosivi e dei materiali utilizzati per la loro fabbricazione, l'area su cui sorgevano gli impianti giace inutilizzata ed è passata in mano privata.
Da allora tantissimi progetti per il riutilizzo dell'area sono rimasti sulla carta, tra cui l'idea, maturata negli anni settanta, di trasferirci l'intera Università di Firenze.
Invece tutto si è conservato così com'era e gli edifici (oltre un centinaio) sono in condizioni migliori di quanto ci si possa aspettare, visto che solo alcune coperture a travi di legno risultano crollate o pericolanti, mentre le murature sono in gran parte integre a causa della grandissima cura costruttiva e qualità architettonica che le caratterizza, così come anche per le strutture in cemento armato.
Recentemente l'area è stata sul punto di essere acquistata da un gruppo statunitense per poterci realizzare degli studi cinematografici, demolendo la maggior parte degli edifici esistenti che costituiscono un patrimonio di archeologia industriale che non ha uguali, sia per quel che riguarda i più vecchi edifici del primo anteguerra sia quelli del secondo anteguerra.

### Economia attuale

#### La produzione della paglia oggi

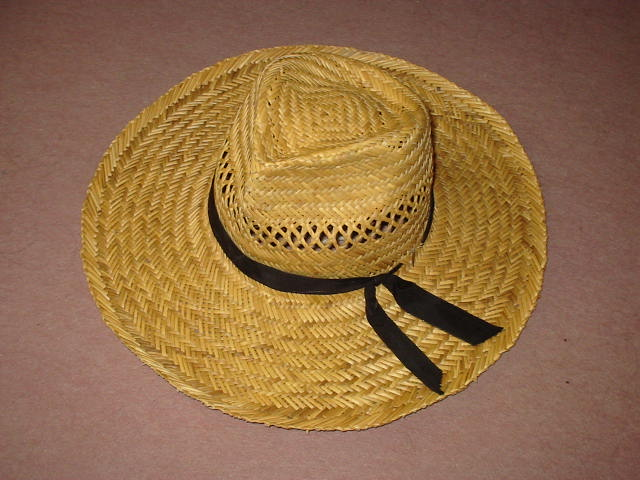
Un Cappello di paglia

Il Novecento ha rappresentato senza dubbio il declino della produzione della paglia a Signa. L'apice fu raggiunto durante gli anni venti, in un arco di tempo tra il 1920 e il 1929, anno della grande crisi economica mondiale che colpì direttamente anche le attività artigianali signesi. Il ventennio fascista vide una lenta riduzione della produzione della paglia che cessò definitivamente all'inizio della seconda guerra mondiale. Solo negli ultimi decenni è stato ripreso questo tipo di produzione da alcune imprese locali, raggiungendo nuovamente importanza nel settore e riacquistando la vitalità di un tempo. Ciò è testimoniato dal coinvolgimento delle imprese locali con grandi produzioni cinematografiche, come Un tè con Mussolini del regista Franco Zeffirelli o Pretty Woman con Julia Roberts e Richard Gere, e dalle numerose richieste da parte di famosi attori o personalità del mondo dello spettacolo come Carolina di Monaco, Charlotte Casiraghi e Brad Pitt.

#### Artigianato

Trecciaiole durante la produzione di cappelli di paglia 1938

Seppur col passare del tempo abbia avuto alcune leggere flessioni, la produzione artigianale occupa un posto importante nell'economia signese. In particolar modo l'artigianato a Signa è strettamente legato a quello dell'area fiorentina pur seguendo la tradizione locale di lavorazione della terracotta e, soprattutto, della paglia. Oggi la prima è predominante rispetto alla seconda la quale, col passare del tempo, ha perso la sua importanza originaria. Tra le principali produzioni a cui l'economia signese fa riferimento è importante anche la pelletteria.
Secondo i dati forniti dal CNA di Firenze, il periodo di maggiore crisi della produzione artigianale è avvenuto nel biennio 2003-2005 che ha gravato anche sul volume di forza lavoro, visto l'aumento di contratti a tempo determinato. Differenti, invece, i dati relativi al 2006 che hanno registrato una buona crescita nel rapporto domanda-offerta beneficiando anche sotto il profilo contrattuale: i contratti tipici hanno ripreso ad essere maggioritari (circa 80%) ed è stato registrato un leggero aumento nelle assunzioni a tempo indeterminato (circa +1,45 % nel primo semestre e +7,21 % nel secondo) con una conseguente diminuzione dei contratti a tempo indeterminato (primo semestre -3,57 % e secondo semestre -5,22 %). Interessanti i dati relativi alla forza lavoro che hanno registrato una netta predominanza maschile rispetto a quella femminile (il 60 % per quella maschile e il 40 % quella femminile), mentre, per quanto riguarda la struttura demografica, è notevolmente maggiore quella parte di lavoratori compresi nella fascia medio-bassa (cioè tra i 20 e i 39 anni). Nelle qualifiche professionali è maggiore la presenza di figure operaie (il 70 %) rispetto a quella delle forze impiegatizie (il 13%). Buona anche la percentuale della componente extra-comunitaria che si attesta al 12 %.

#### Turismo
L'economia su cui si basa principalmente Signa è il settore terziario e in particolar modo il turismo. Vari sono gli aspetti turistici da cui il paese trae beneficio: primo fra tutti il turismo culturale che, specialmente negli ultimi anni, è tornato in auge sia grazie a eventi particolarmente suggestivi come le rievocazioni storiche sia attraverso un ritrovato interesse verso la storia e le tradizioni dei paesi più piccoli. Secondariamente Signa viene scelta per la sua vicinanza a Firenze e, soprattutto perché molte delle strutture ricettive come alberghi, bed & breakfast e affittacamere sono più economiche rispetto a quelle del capoluogo toscano.

## Infrastrutture e trasporti

### Ferrovie

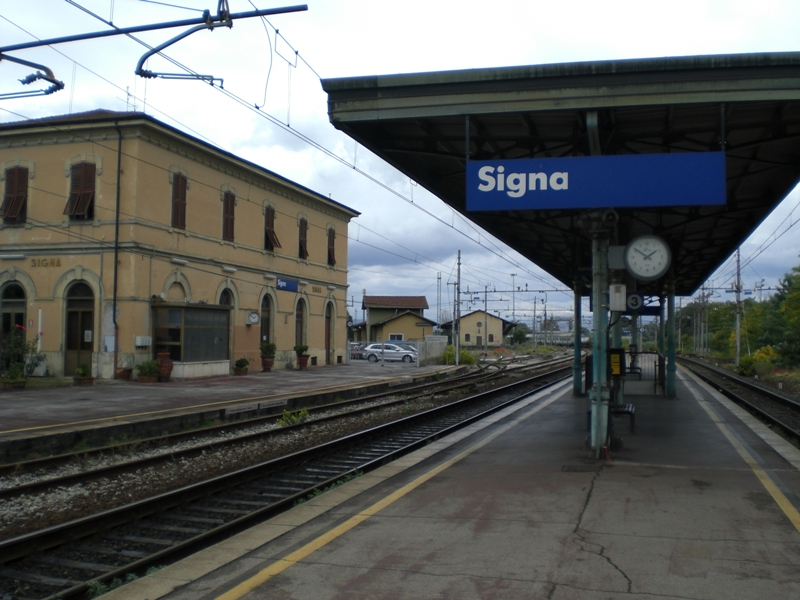
La stazione ferroviaria

La stazione di Signa è situata sulla linea ferroviaria Leopolda e dista dalle principali stazioni di Firenze ed Empoli circa 15 km per entrambe. Su iniziativa della Regione Toscana e delle Ferrovie dello Stato, dal 2006 è stato attivato il servizio di Memorario, aumentando la percorrenza dei treni diretti verso le stazioni principali della zona. In media la percorrenza di un treno tra Signa e Firenze o Empoli dura circa 20 minuti, salvo ritardi o altri problemi tecnici.

### Mobilità urbana
Il trasporto pubblico è svolto dagli autoservizi suburbani di Autolinee toscane.
La tranvia Firenze-Signa, in funzione dal 1881 al 1921 non arrivò in realtà mai a Signa, nonostante gli sforzi delle varie amministrazioni comunali signesi succedutesi negli anni, limitandosi a servire Porto di Mezzo (frazione di Lastra a Signa) interamente sulla riva sinistra dell'Arno.

## Amministrazione
Di seguito è presentata una tabella relativa alle amministrazioni che si sono succedute in questo comune.
| Periodo         | Periodo        | Primo cittadino     | Partito                                                              | Carica  | Note   |
| --------------- | -------------- | ------------------- | -------------------------------------------------------------------- | ------- | ------ |
| 15 ottobre 1986 | 29 giugno 1990 | Mario Zanobini      | -                                                                    | Sindaco | [ 54 ] |
| 5 luglio 1990   | 24 aprile 1995 | Tommaso Bisagno     | Democrazia Cristiana                                                 | Sindaco | [ 54 ] |
| 24 aprile 1995  | 14 giugno 1999 | Paolo Bambagioni    | centro                                                               | Sindaco | [ 54 ] |
| 14 giugno 1999  | 14 giugno 2004 | Paolo Bambagioni    | lista civica                                                         | Sindaco | [ 54 ] |
| 15 giugno 2004  | 8 giugno 2009  | Florestano Bitossi  | centro-sinistra                                                      | Sindaco | [ 54 ] |
| 8 giugno 2009   | 27 maggio 2014 | Alberto Cristianini | centro-sinistra, lista civica: proposta per Signa                    | Sindaco | [ 54 ] |
| 27 maggio 2014  | 10 giugno 2019 | Alberto Cristianini | lista civica: progetto Signa, Italia dei Valori, Partito Democratico | Sindaco | [ 54 ] |
| 10 giugno 2019  | in carica      | Giampiero Fossi     | Partito Democratico                                                  | Sindaco | [ 54 ] |

### Gemellaggi
- Maromme, dal 1985[55]
- Oberdrauburg, dal 1996[55]

- Longobucco, dal 2001[55]

- Tifariti, dal 1996[55]

- Pukë, dal 2020[55]

## Sport

### Calcio
Signa dispone di una propria squadra di calcio, la Società Sportiva Signa 1914 che gioca le partite in casa allo Stadio del Bisenzio. La società ha militato in Serie C fra la fine degli anni quaranta ed i primi anni cinquanta e poi in Serie D negli anni sessanta.
Più di recente ha disputato il campionato di Promozione fino al 2011 quando ha ottenuto la promozione in Eccellenza Toscana.

### Pallacanestro
La società sportiva di pallacanestro signese è la TeamNova, nata nel 1998 dalla fusione del Basket Signa e del Basket Lastra ed è ufficialmente iscritta alla Federazione Italiana Pallacanestro. La squadra ha militato per più anni in C1 raggiungendo anche i play-off. Attualmente la prima squadra della società milita nel campionato di Promozione.

### Pallavolo
La squadra di pallavolo del paese nacque nel 1969 e nella sua storia, a differenza delle altre discipline, ha raggiunto alcuni risultati importanti come la promozione in serie C/2 maschile nel 1979 ottenendo un 2º posto finale.
Oggi, in memoria di uno dei fautori di quel successo, Roberto Battagli, viene celebrato un Memorial annuale a cui partecipano squadre della serie A/1 e A/2.

### Altri Sport
Tra gli sport che vengono praticati in forma minore a Signa ci sono il Tennis e l'atletica leggera.

## Galleria d'immagini

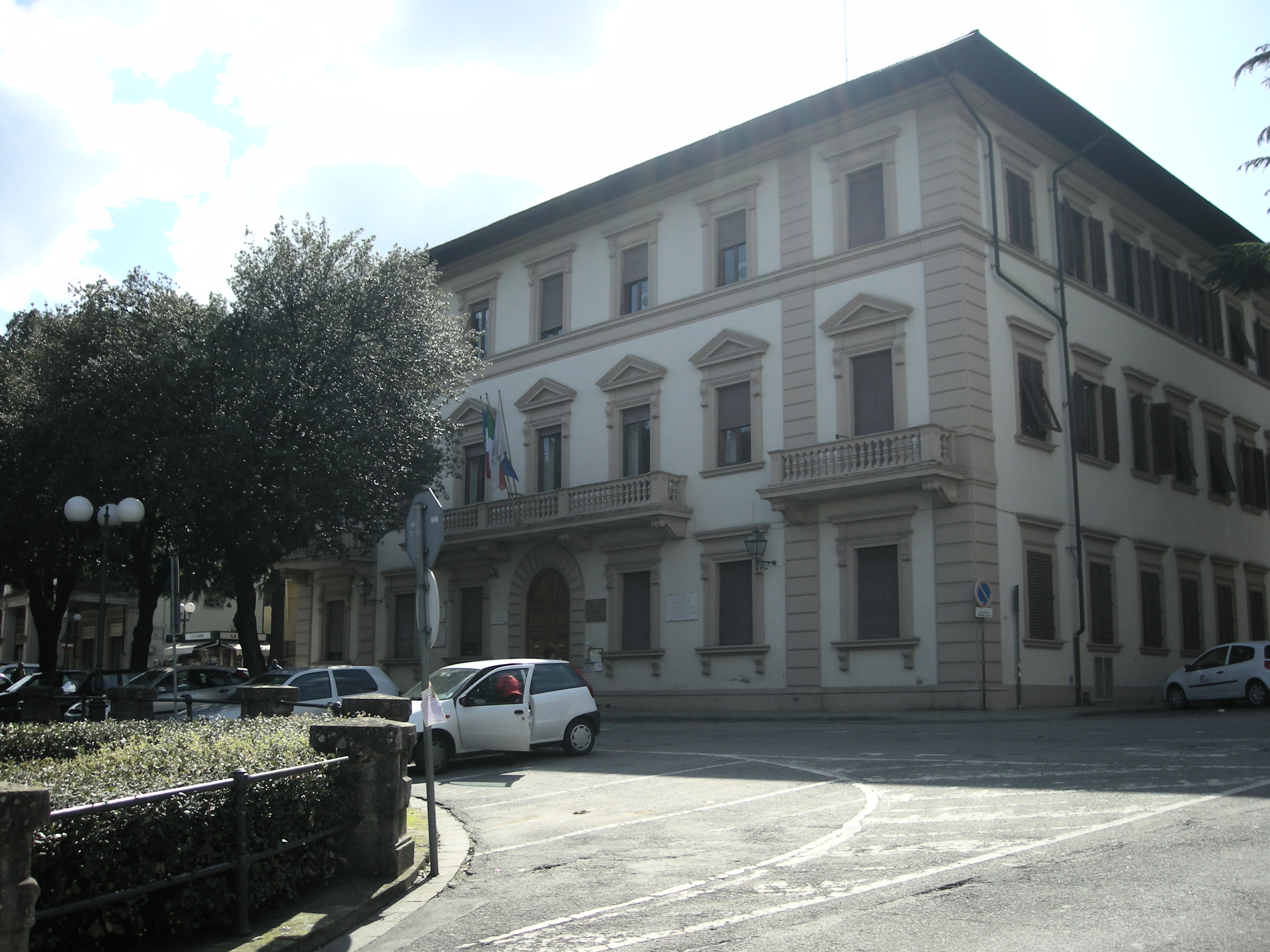
Il Municipio
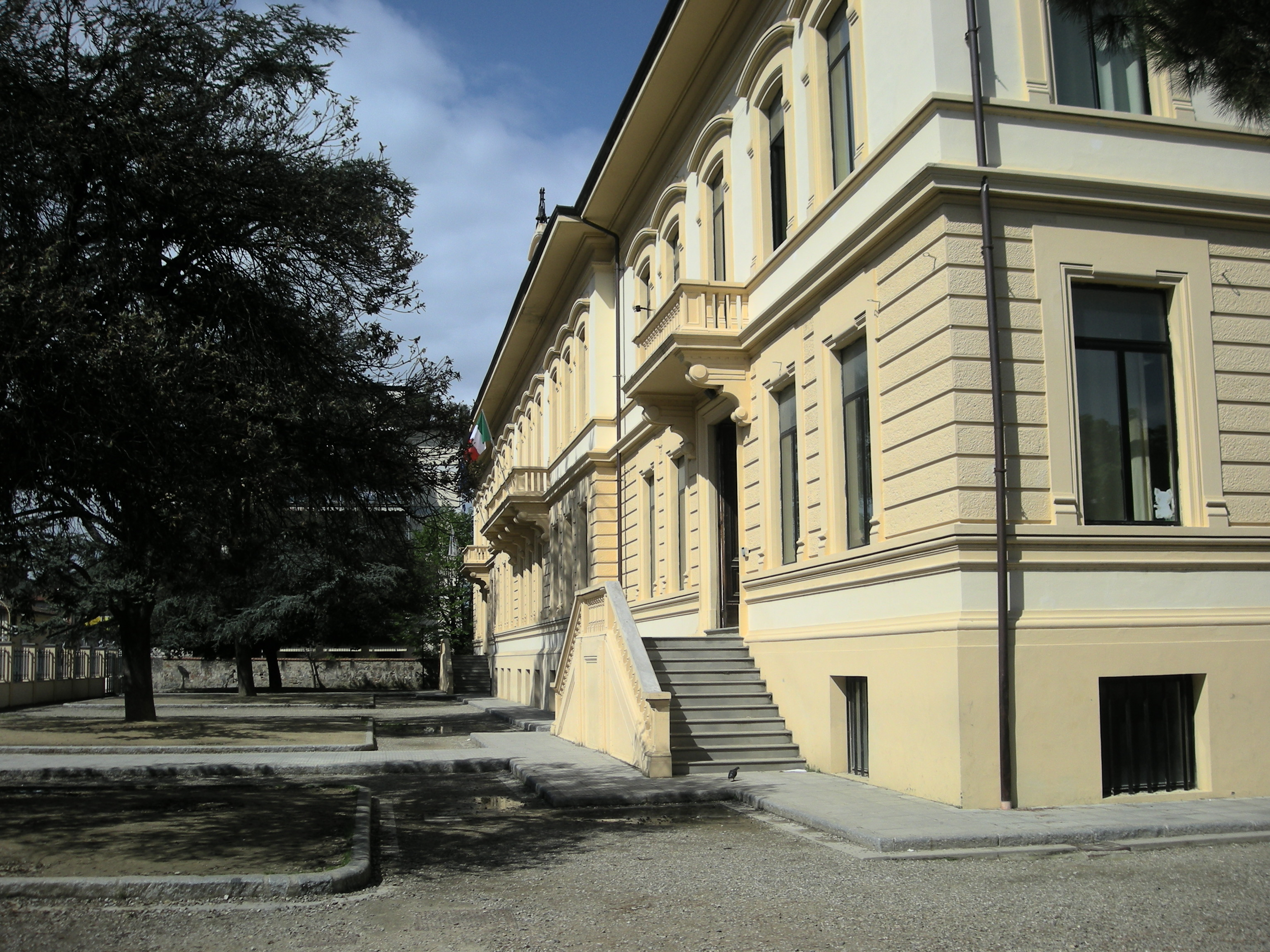
La Scuola Elementare Leonardo da Vinci
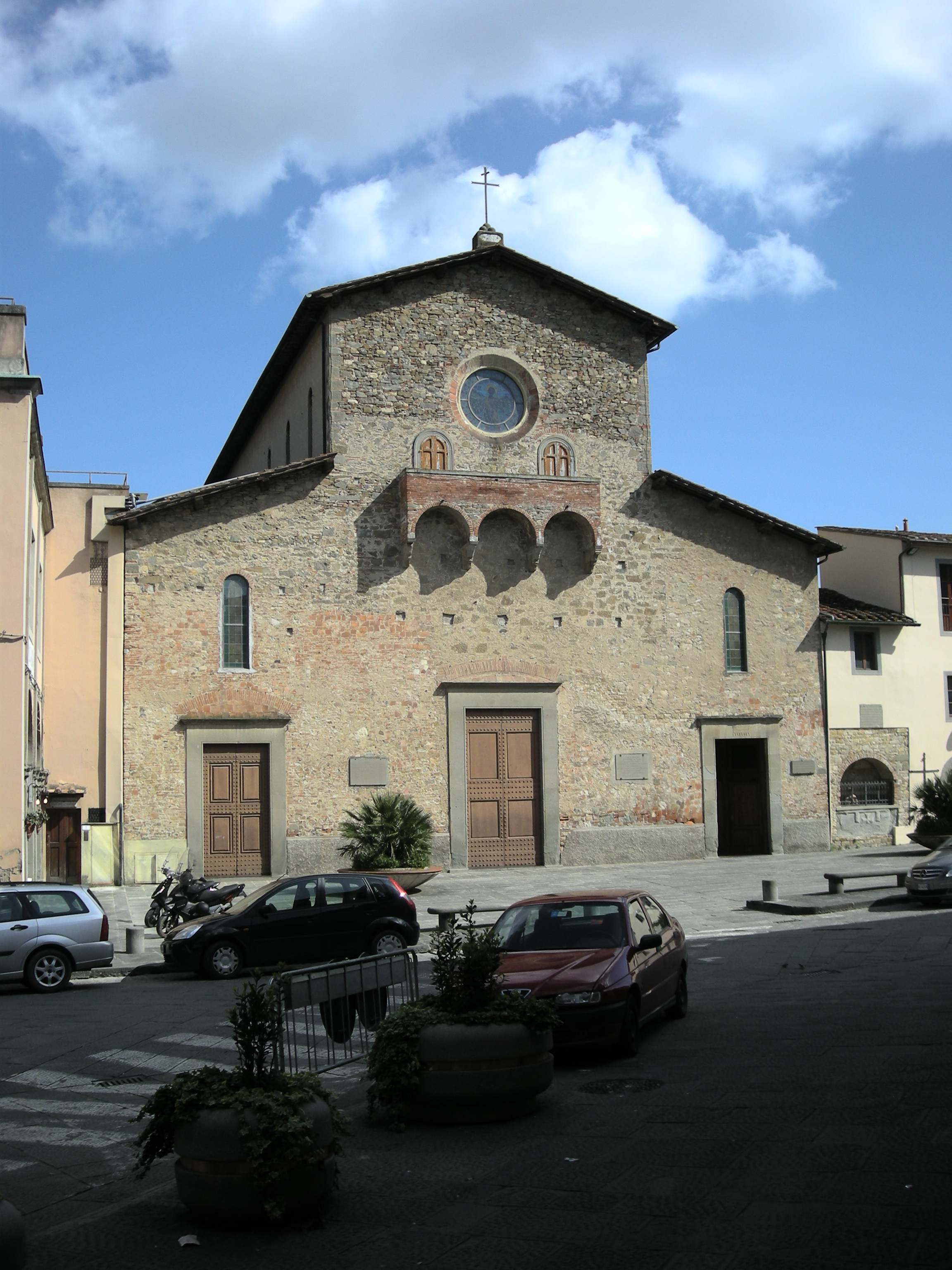
La Chiesa di San Giovanni Battista
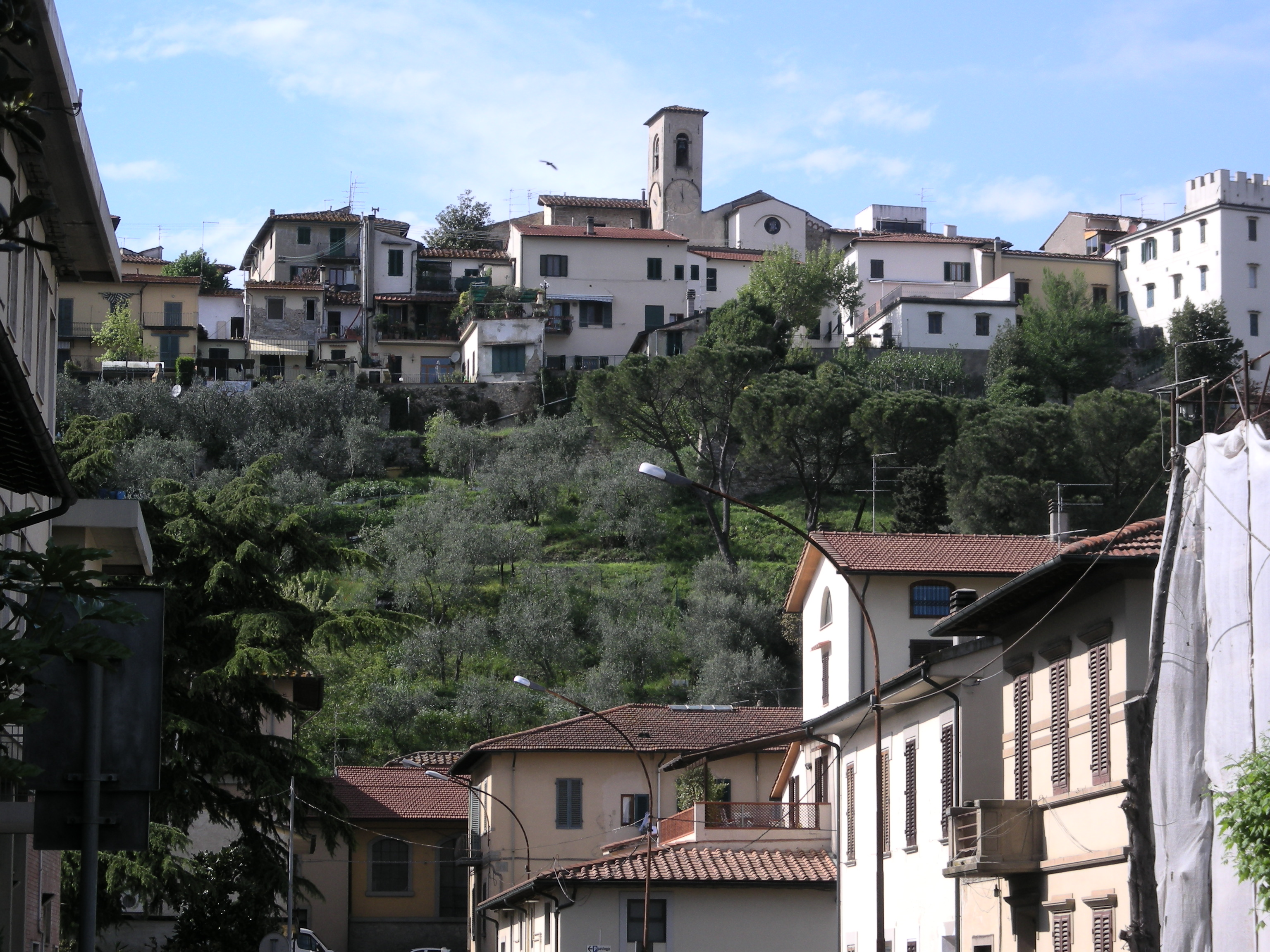
Veduta del Castello
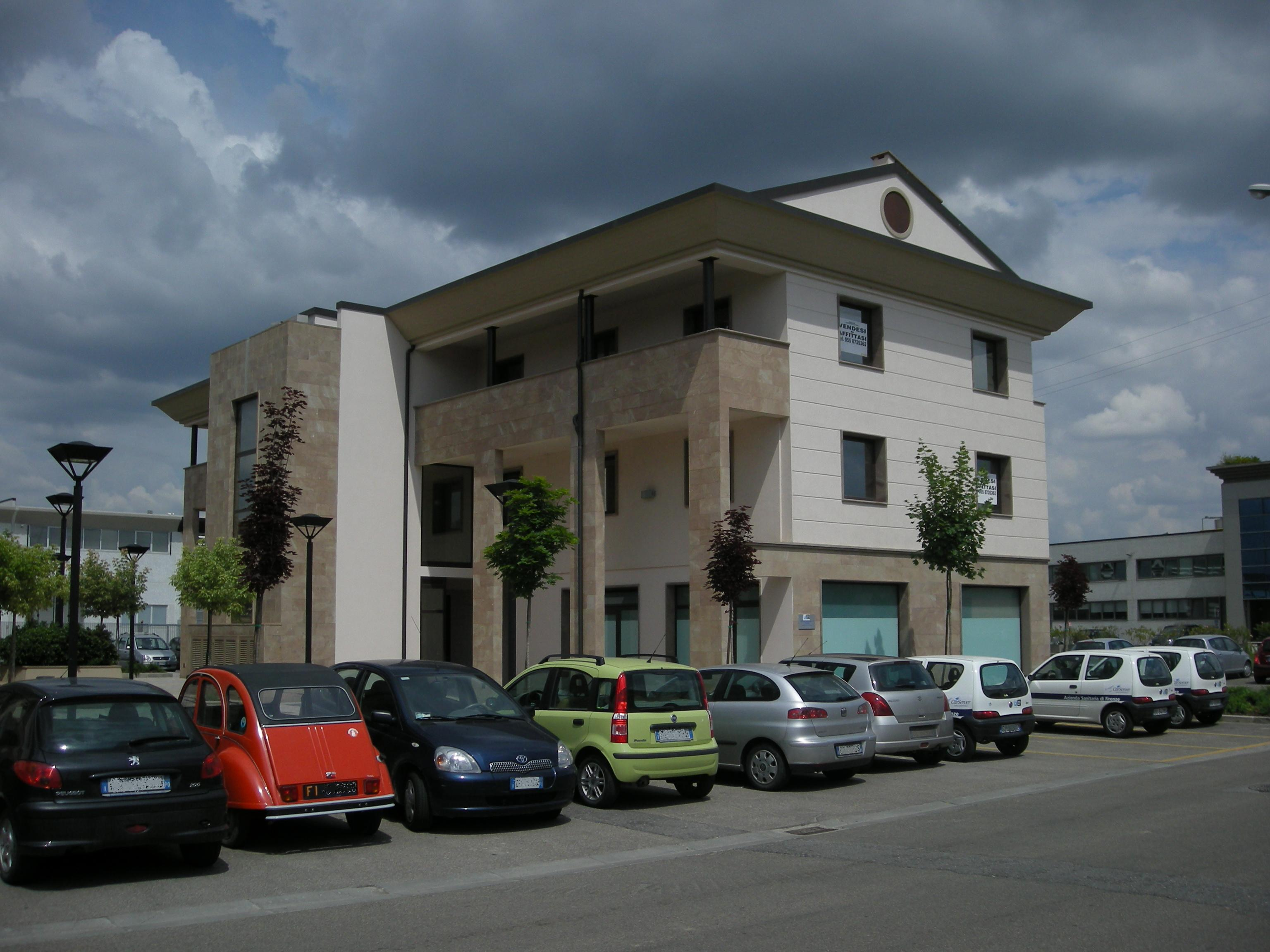
Il presidio ASL
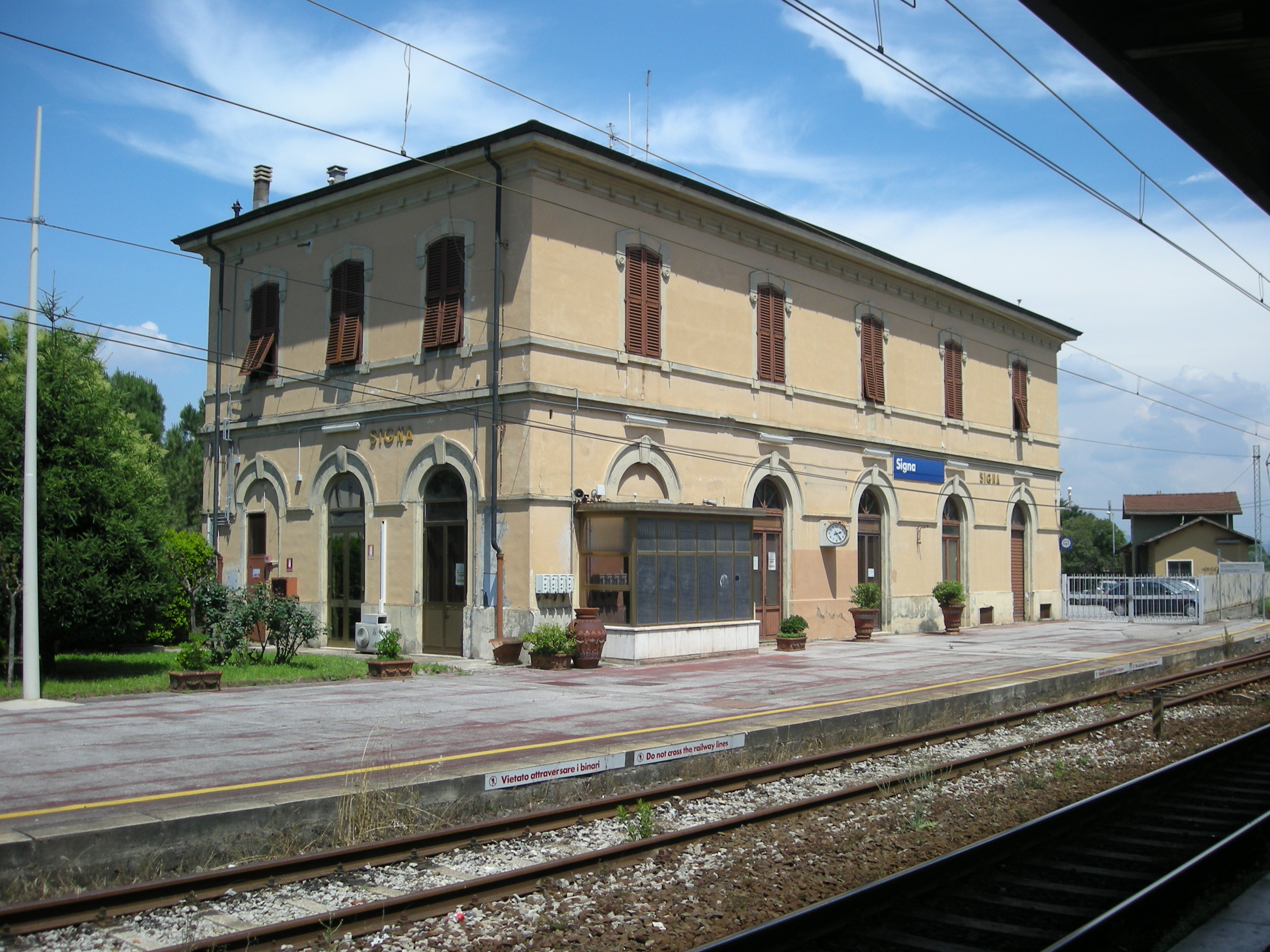
La stazione ferroviaria
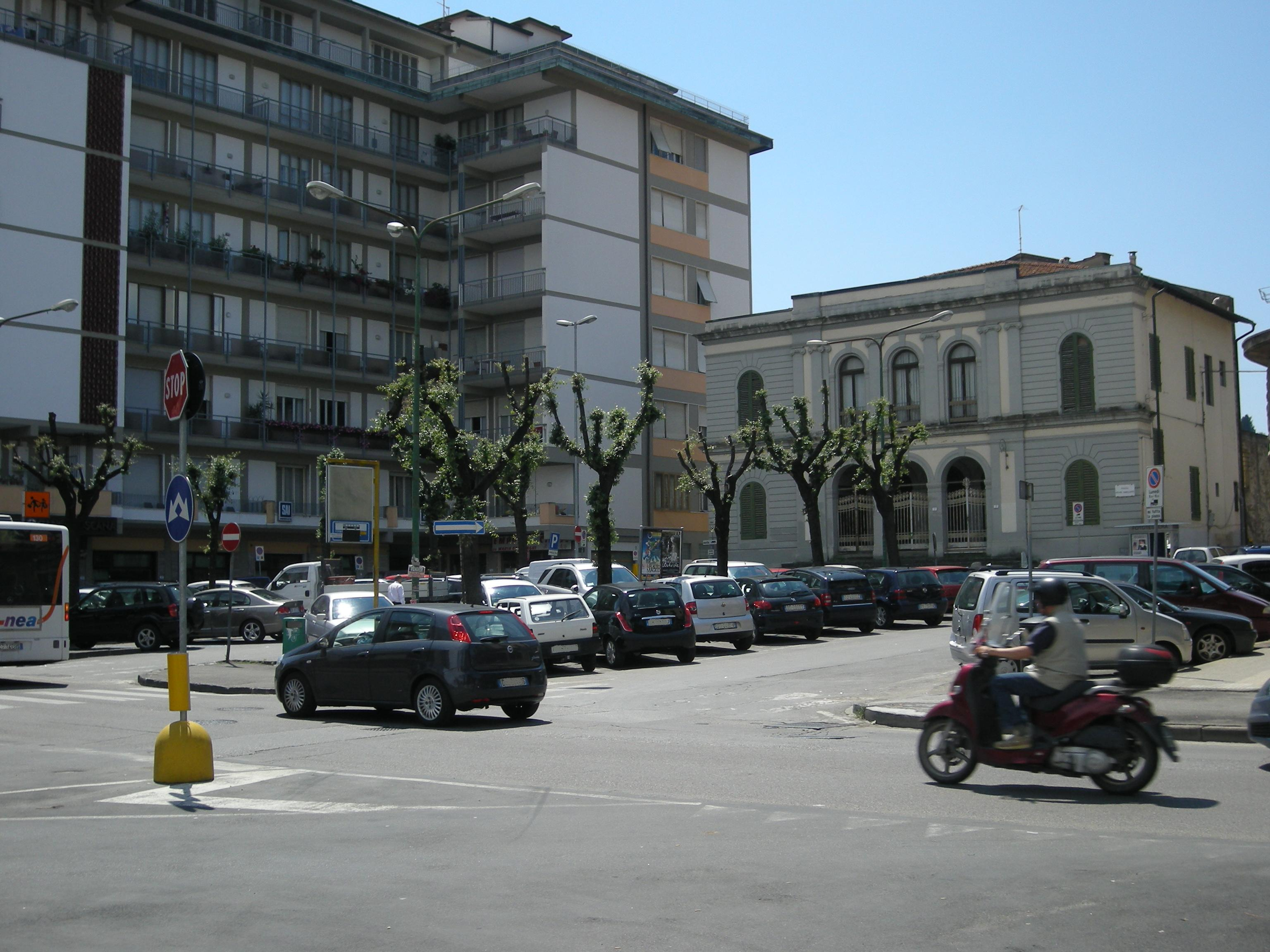
Piazza Cavallotti
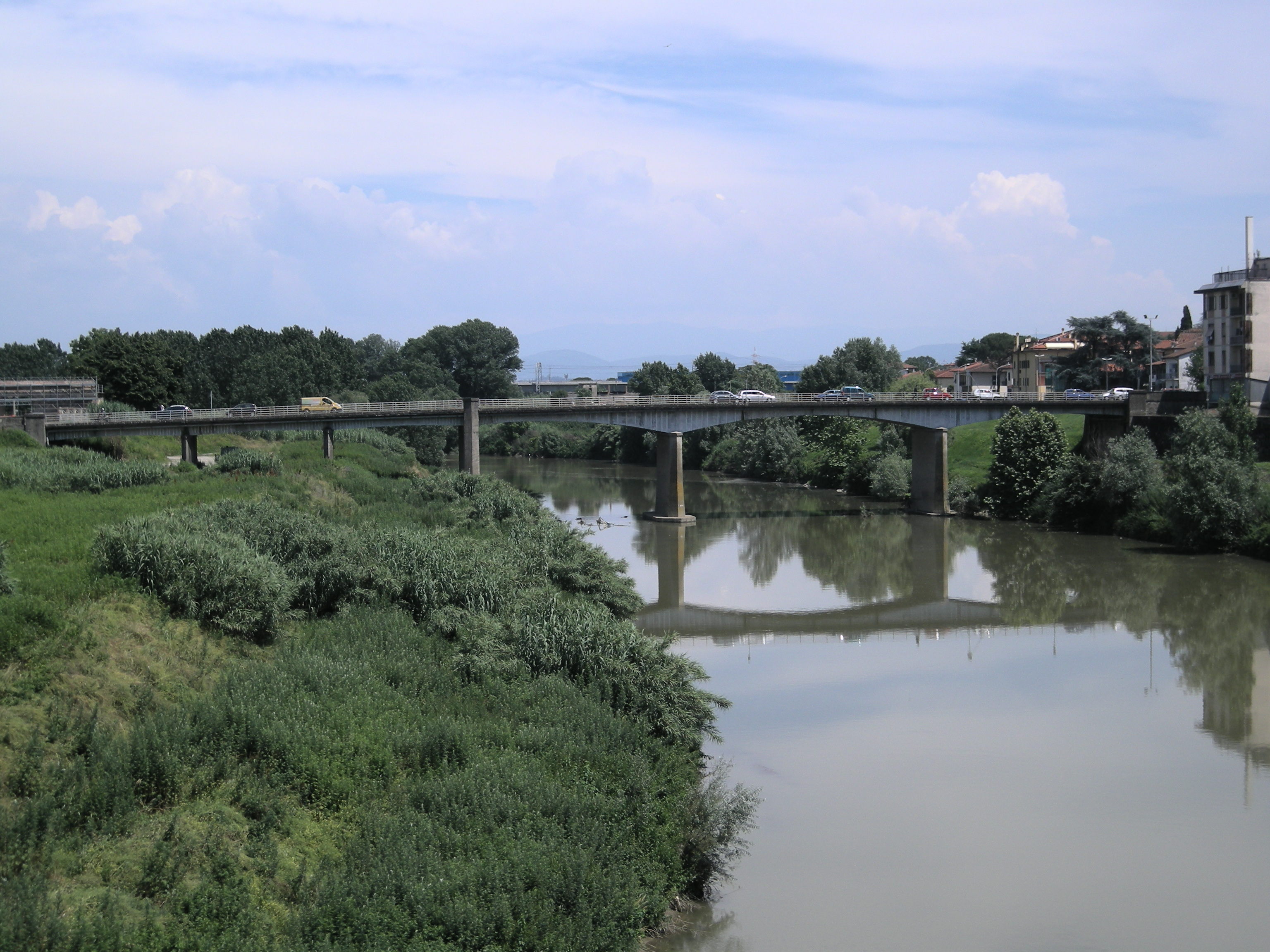
Il ponte sull'Arno